# Бодмер, Карл

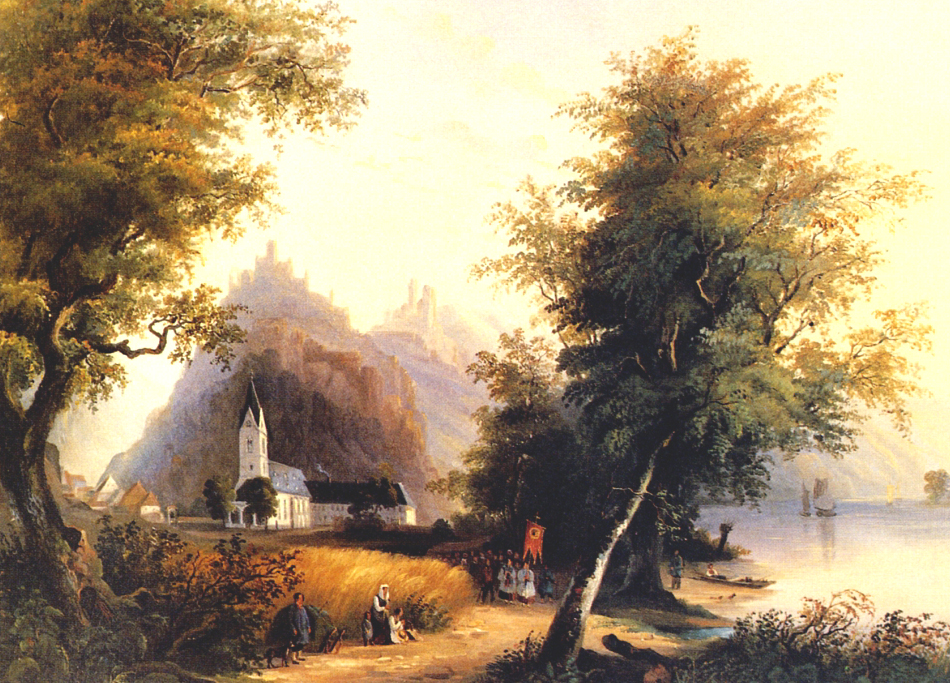
Вид за замки Враждебных братьев и церковь в Камп-Борнхофене. Холст, масло, 1830 г.

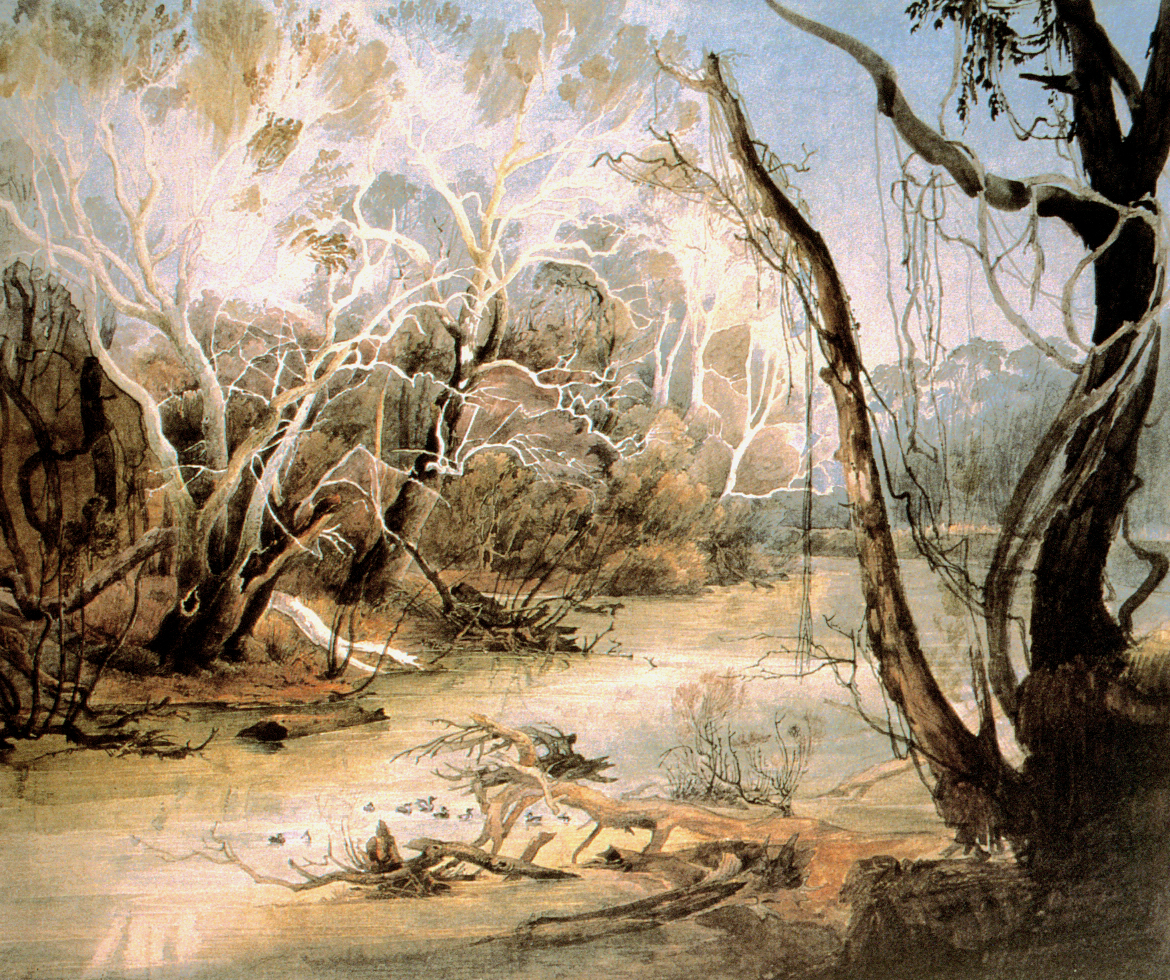
Река Фокс-Ривер близ Нью-Хармони в Индиане. Акварель, 1832 г.

Карл Бодмер нем. Karl Bodmer, после натурализации во Франции — Шарль Бодмер, фр. Charles Bodmer (6 февраля 1809, Цюрих, Швейцария — 30 октября 1893, Париж) — швейцарско-французский художник, живописец, портретист, гравер, литограф, иллюстратор, охотник и путешественник. Автор многочисленных акварелей, картин маслом, рисунков, гравюр, литографий и книжных иллюстраций этнографического, анималистического и пейзажного содержания, преимущественно посвящённых Дикому Западу США, в частности, жизни индейцев.

## Биография

### Ранние годы

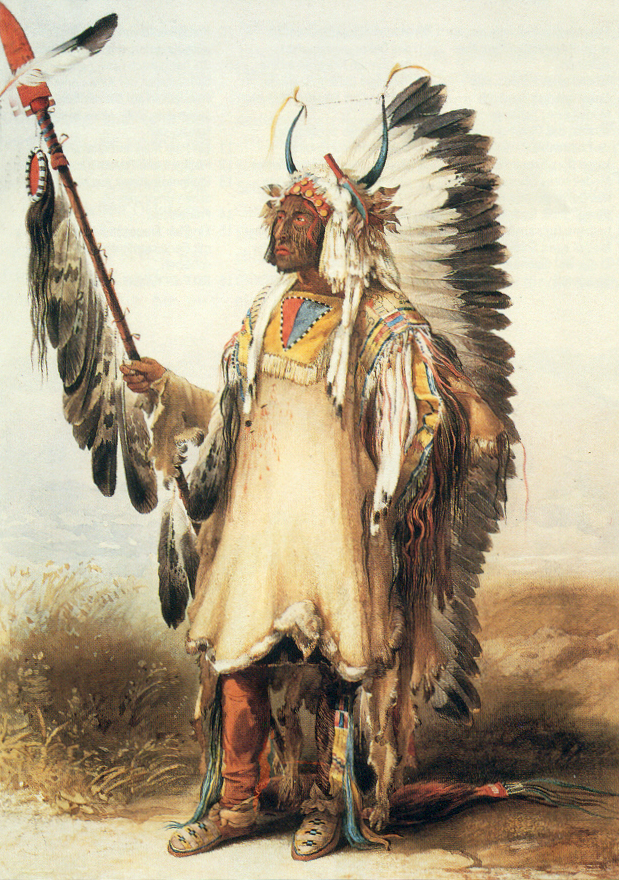
Портрет вождя манданов Мато-топе. Акварель, 1833 г.

Иоганн Карл Бодмер родился 11 февраля 1809 года в Цюрихе и был пятым ребенком в семье торговца хлопком Генриха Бодмера и его второй жены Елизаветы Мейер. В 1815 году, в возрасте шести лет, он поступил в школу, где преподавали лишь чтение, правописание, арифметику, церковное пение и закон божий, но обучение его прервано было наполеоновскими войнами, а также вспыхнувшим в 1816 году в Европе голодом.
В возрасте тринадцати лет Карл стал учеником своего крёстного отца и дяди по матери, художника и гравера Иоганна Якоба Мейера, учившегося живописи у известного швейцарского мастера Иоганна Генриха Фюсли. Вместе со своим старшим братом Рудольфом сопровождал дядю в путешествии по Швейцарии, повсюду делая зарисовки. 
В 1824 году семья Бодмеров переехала из самого Цюриха в пригород Ризбах, где приобрела собственный дом. Карл и Рудольф сняли там собственные квартиры и открыли своё дело, зарабатывая на жизнь гравировкой ведут и виньеток для цюрихского издательства «Фюсли». В 1828—1831 годах они опубликовали в различных изданиях свыше 50 цветных акватинт.
В 1828 году, женившись, Карл покинул родную Швейцарию, чтобы попытать счастья в немецком городе Кобленце (Рейнланд-Пфальц). Его работы привлекли внимание путешественника-натуралиста принца Максимилиана Вид-Нойвида, совершившего в 1815—1817 годах экспедицию в Бразилию.

### Американская экспедиция

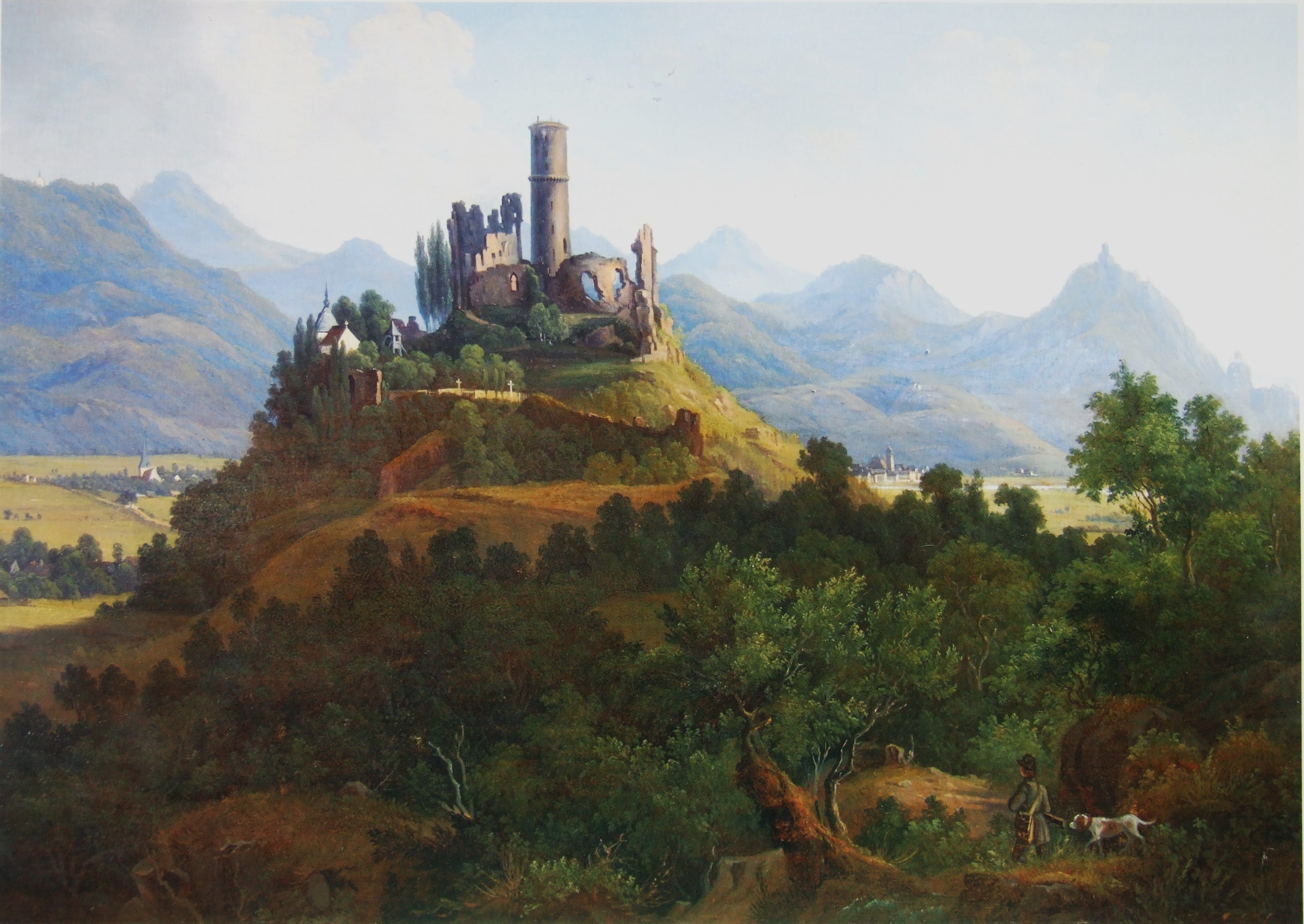
Вид на замок Годесбург близ Бонна и горы Зибенгебирге. Акварель, 1836 г.

В 1833—1834 годах 24-летний Карл Бодмер сопровождал принца Максимилиана в его экспедиции по реке Миссури, будучи нанят им специально для того, чтобы зарисовывать тамошние города, селения, реки, природные виды, а также внешний облик, костюмы, оружие, предметы бытовой культуры и обряды коренных народов, с оплатой 45 талеров в месяц. 

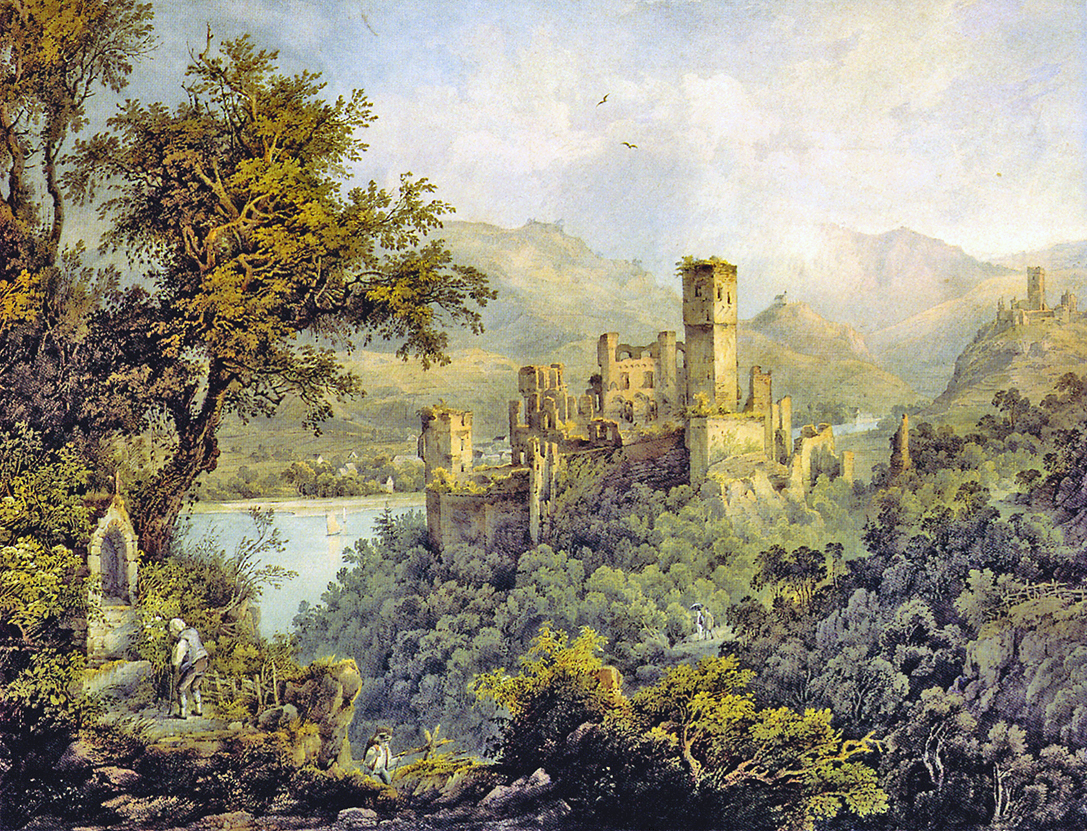
Замки Штольценфельс и Ланек у слияния Рейна и Лана. Акварель, 1836 г.

Покинув 7 мая 1832 года замок Нойвид, путешественники вместе с придворным охотником и таксидермистом принца Дэвидом Дрейдоппелем отплыли 17 мая из Роттердама в Бостон, куда прибыли на День независимости 4 июля. Однако экспедицию, первоначально направившуюся через Нью-Йорк в Пенсильванию, прервали непредвиденные трудности, вызванные эпидемией холеры, свалившей принца, а также ранением, полученным самим Бодмером из-за разорвавшегося на охоте ружья. Собравшись в марте 1833 года в Сент-Луисе, штат Миссури, чтобы получить разрешение на посещение индейских территорий, исследователи изучили картографические материалы экспедиции Льюиса и Кларка (1804—1806) и навестили майора О’Фаллона в его загородном поместье, где он показал коллекцию картин американского художника-индеаниста Джорджа Кэтлина, в 1831 году совершившего путешествие вверх по Миссури до форта Юнион. 
Лишь в апреле 1833 года экспедиция смогла отплыть из Сент-Луиса на пароходе «Йеллоустоун», посетив по пути многие форты и поселения, расположенные на Миссури. Добравшись в июне 1833 года до форта Юнион, путешественники оставили пароход, пересев в деревянную килевую лодку «Флора», а достигнув в сентябре форта Маккензи в штате Монтана, воспользовались для возвращения вниз по реке построенной на месте плоскодонной парусной лодкой «Mackinaw». Отправленная из форта Юнион на пароходе «Ассинибойн» обширная естественнонаучная коллекция принца позже погибла на Миссури в результате вспыхнувшего на судне пожара.

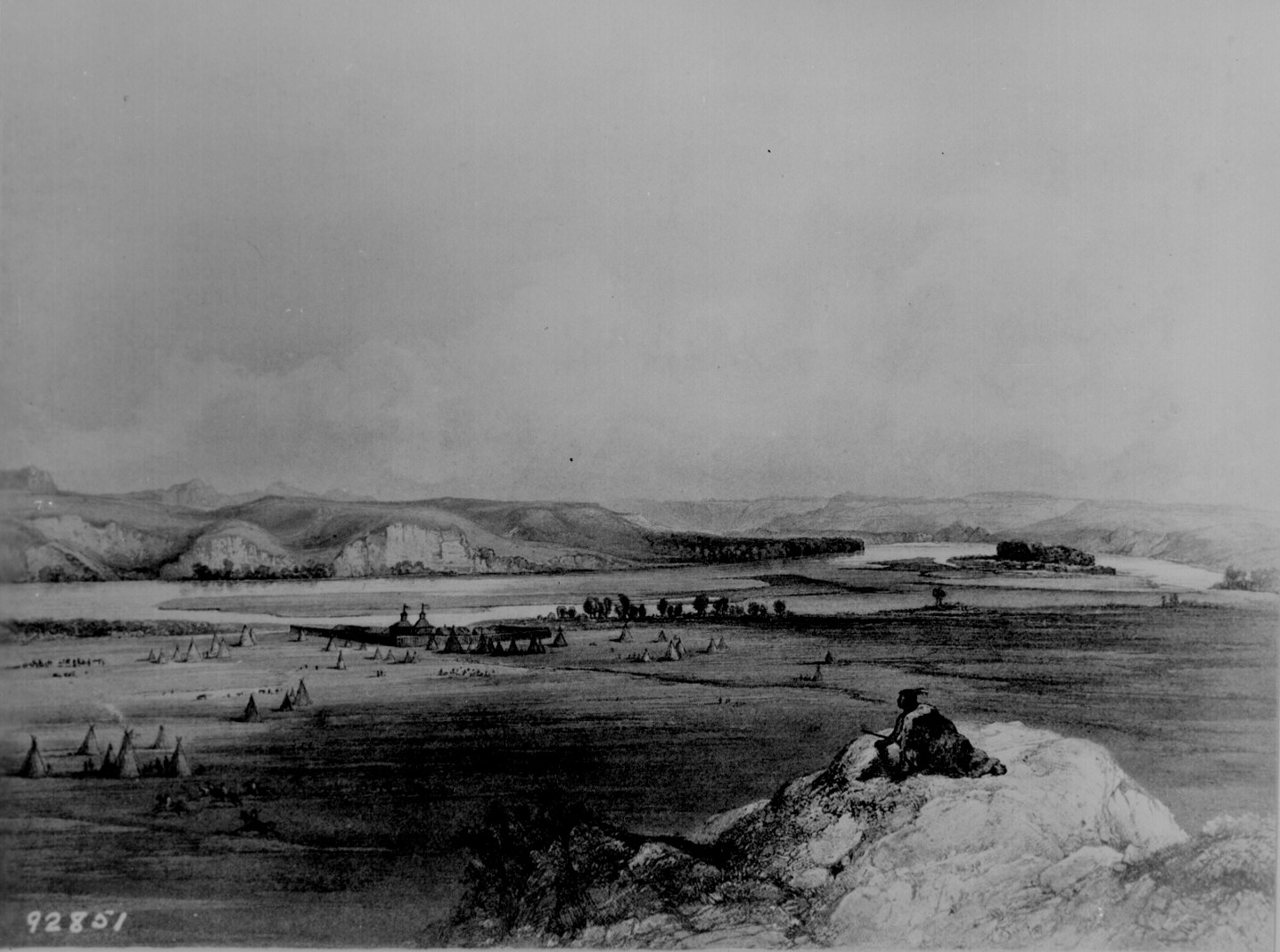
Форт-Пьер и прилегающая прерия. Литография с рис. 1839 г.

Вновь отправившись вверх по Миссури, путешественники достигли в ноябре форта Кларк в землях манданов,  где пережили весьма суровую зиму, вызвавшую у принца цингу, а весной спустились вниз по реке, в мае 1834 года достигнув Сент-Луиса. 
Затем на борту парохода «Метамора» они отправились в Нью-Хармони в Индиане, а затем по реке Огайо достигли Цинциннати. Из Портсмута (Нью-Гэмпшир) они добрались до озера Эри и Кливленда, затем близ Буффало посетили деревню племени сенека, после чего поехали к Ниагарскому водопаду и селению тускарора. По каналу Эри они достигли Сиракуз, где познакомились с индейцами онондага и онейда. В Филадельфии и Нью-Йорке они пообщались с местными учёными, и, наконец, 16 июля 1834 года отправились морем из Нью-Йорка в Гавр, куда прибыли 8 августа, привезя с собой в клетках четырёх медведей гризли.

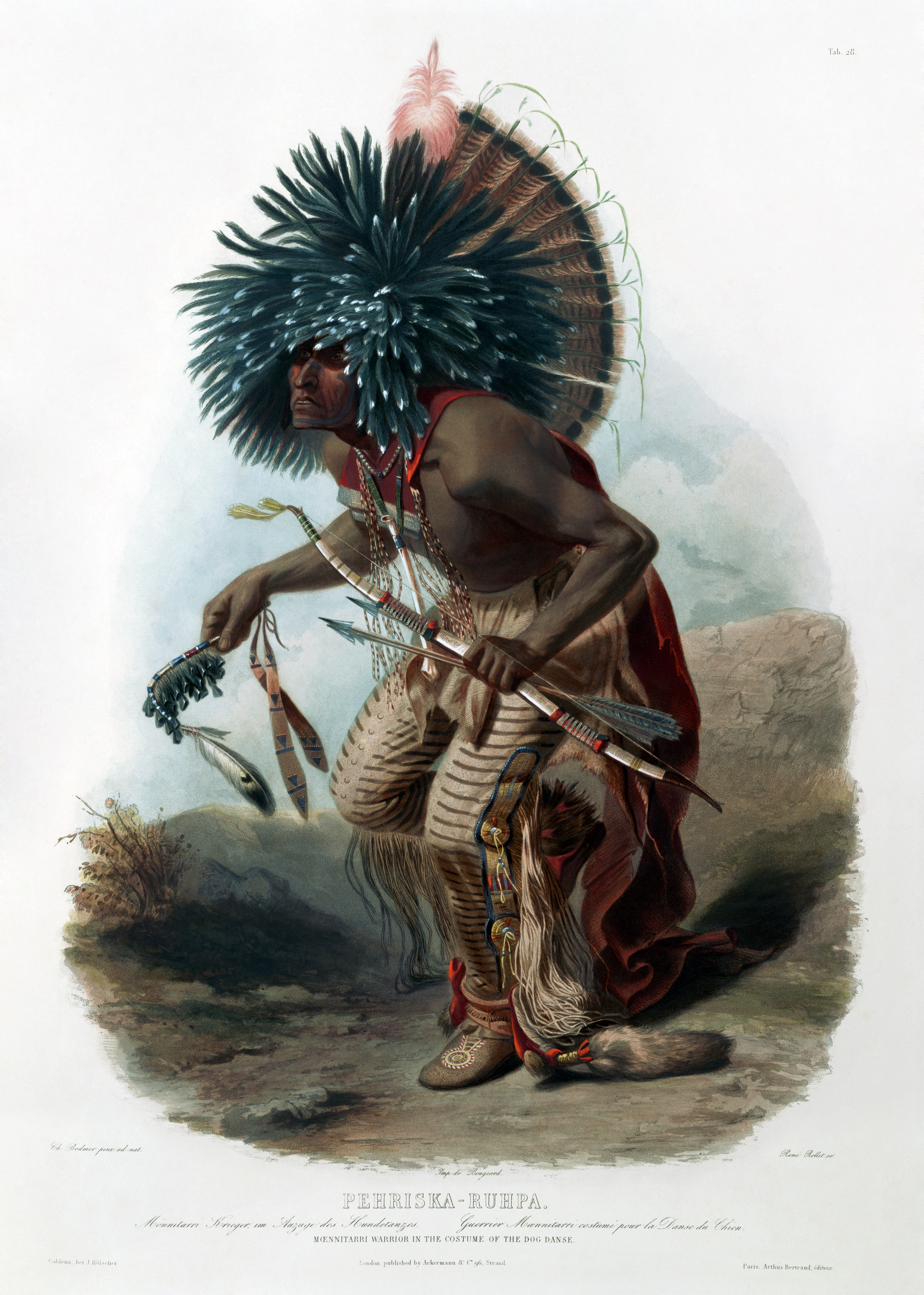
Воин хидатсов военного общества Люди-собаки. Акварель, 1843 г.

В ходе почти 2500-мильного путешествия Бодмер сделал более 400 зарисовок и акварельных работ, на которых изобразил представителей различных племён, включая омаха, сиу, понка, манданов, арикара, хидатса, ассинибойнов, черноногих, кроу, гровантров, кри и миссури. По заказу принца им выполнена была 81 акватинта, которыми проиллюстрирована книга «Путешествие Максимилиана Принца Вид-Нойвида во внутренние районы Северной Америки», опубликованная в 1839—1841 годах в Кобленце на немецком, а в 1843—1844 годах в Лондоне на английском языке.

### В Германии

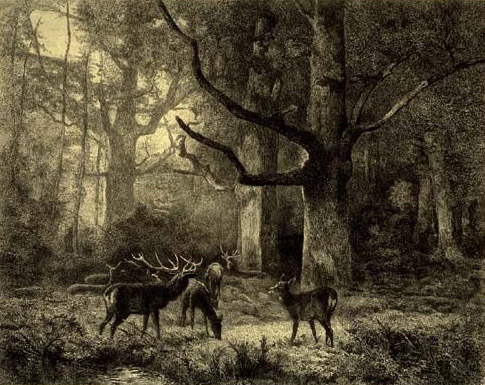
Лес Фонтенбло. Офорт, 1850 г.

После непродолжительного пребывания в замке Нойвид в конце августа 1834 года, Бодмер навестил родных в Цюрихе, где закончил семь картин на индейскую тему, которые заказал у него известный швейцарский зоолог Генрих Рудольф Шинц для своей работы «Естественная история и антропологические типы представителей разных народов, племён и рас», опубликованной в 1845 году.
Переехав впервые в Париж осенью 1835 года, он дважды, в 1847—1848 и 1851—1854 годах возвращался для работы в Германию, где приобрёл известность своими акварелями, рисунками и акватинтами с изображениями городов и пейзажей окрестностей рек Рейн, Мозель и Лан. Уже в 1836 году вышла проиллюстрированная им книга «Долина Мозеля между Кобленцем и Триром», в 1837-м — альбом «Живописные виды на Рейн и Лан», а в 1841-м — альбом «Живописные виды Мозеля» с гравюрами по его акварелям и рисункам, выполненными братом Рудольфом, а также историко-топографическое издание Хёльшера «Мозель и его ближайшие окрестности от Меца до Кобленца», с текстом Отто фон Чарновского и 32 листами гравюр Карла Бодмера. В то же время, его творчество не получило должного признания ни на родине, ни в Германии, поскольку избранный им жанр не считался классическим, а сам он высшего художественного образования не получил. Работы его подвергались критике со стороны академических кругов, в частности, директора Дюссельдорфской академии художеств Вильгельма фон Шадова, не признававшего художественную ценность копирования.

### Во Франции

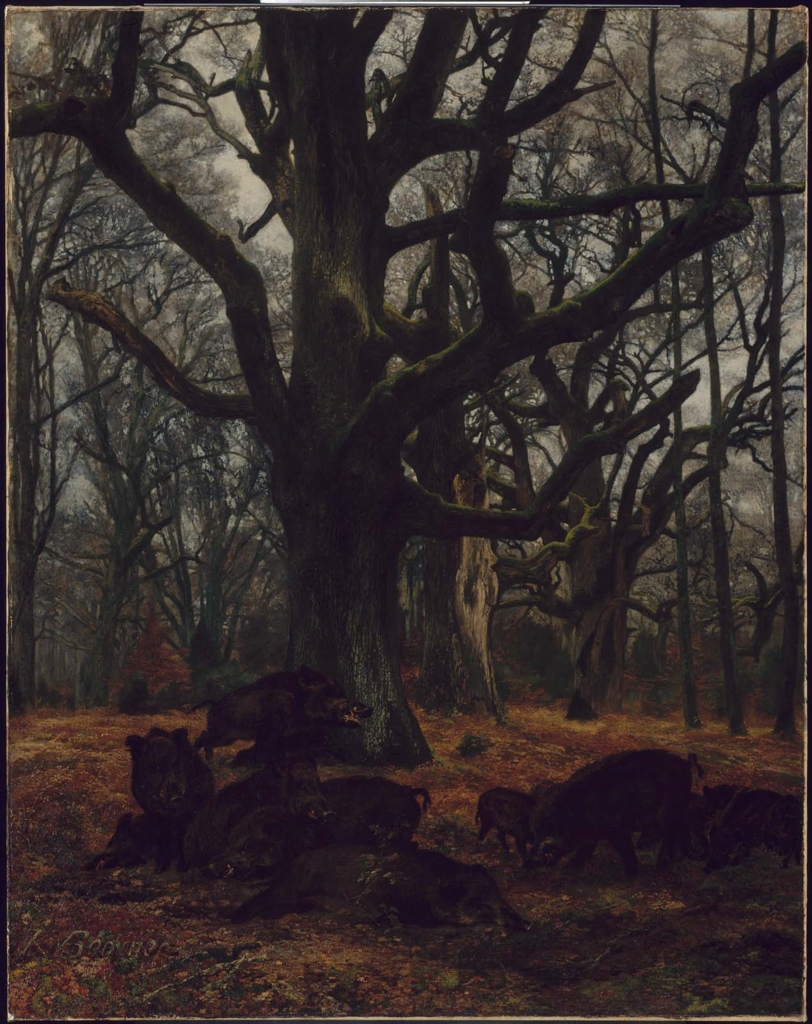
Дикие кабаны под дубом. Холст, масло, 1865 г.

Получив в 1843 году французское гражданство, Бодмер свёл в Париже знакомство с с художниками Жаном-Франсуа Милле и Теодором Руссо, а также писателем и драматургом Теофилем Готье. В 1844 году его удостоил аудиенции король Луи-Филипп, подаривший ему бриллиантовое кольцо с монограммой. В 1847 году он отказался от своих прав на оригинальные работы, передав их принцу Максимилиану и его семье.
Окончательно осев во Франции, Бодмер переменил своё имя на Шарль и провёл там оставшиеся годы жизни, перевезя туда из Кляйнкенигсдорфа близ Хоррема свою вторую супругу (с 1876 г.) Анну Марию Магдалену Пфайффер (1828—1903), которая была моложе его на 19 лет и родила ему трёх сыновей. 

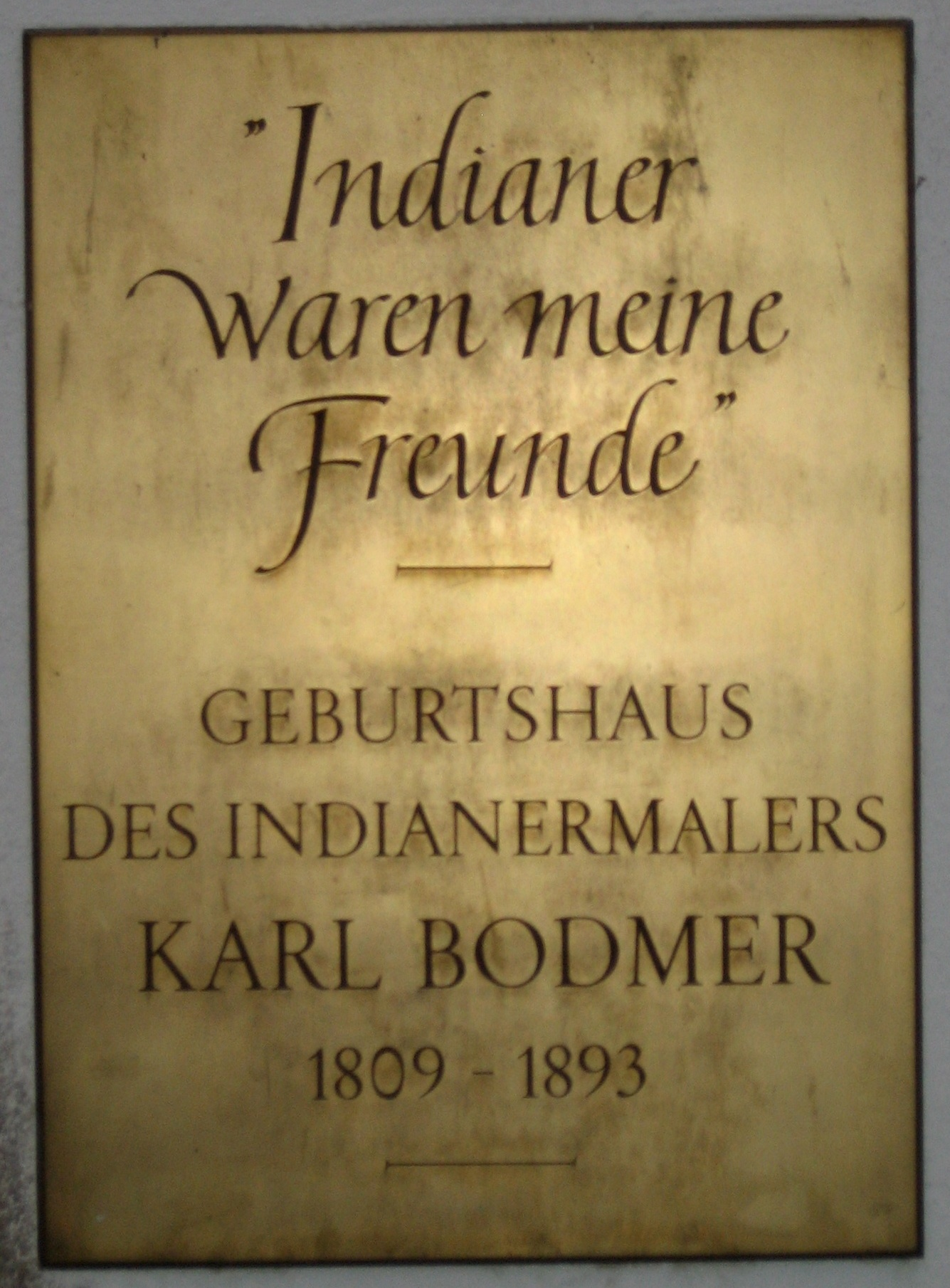
Памятная доска на доме в Цюрихе, в котором родился Карл Бодмер

Февральская революция 1848 года и эпидемия холеры в Париже вынудила его переехать в провинциальный Барбизон, располагавшийся к юго-востоку от столицы рядом с лесом Фонтенбло. Там он быстро стал видным представителем Барбизонской школы — объединения живописцев-пейзажистов и анималистов середины XIX века. Одна из известных его работ «Лес зимой» (фр. La Foret en Hiver), выполненная в лесу Фонтенбло, была в 1850 году была представлена на международной выставке в Парижском салоне и в следующем году удостоена медали второго класса. Сделанные с неё многочисленные репродукции, гравюры и литографии были очень популярны в Европе во второй половине XIX века, и молодой художник-импрессионист Клод Моне создал под её влиянием свой «Дуб Бодмера» (1865). 
Активно иллюстрируя различные издания, в том числе книги Готье, Лафонтена, Виктора Гюго, Жюля Жака Вейраса и Луи Кристофа Франсуа Ашетта, а также французские, немецкие и американские иллюстрированные журналы, он активно использовал метод цинкографии. В конце жизни увлёкся фотографией, заинтересовав ею своего старшего сына Шарля Анри (Карла Генриха).
Невзирая на всеобщее признание и коммерческий успех иллюстрировавшихся им изданий, к концу своей жизни Карл Бодмер испытывал нужду и лишения, фактически разорившись. Мучимый ревматизмом и артритом, почти оглохший и ослепший, он умер 30 октября 1893 года в Париже, будучи похоронен, согласно завещанию, на кладбище Шайи-ан-Бьер недалеко от Барбизона, рядом с могилами друзей-художников Теодора Руссо и Жана-Франсуа Милле.

### Награды и заслуги
В 1855 году удостоен был медали третьего класса на Всемирной выставке в Париже, а в 1863 году — почётной медали Парижского салона. В 1876 году стал кавалером французского Ордена Почетного легиона.
Одним из первых в Европе сумел запечатлеть композиционно сложные и драматические природные пейзажи, которые являлись новинкой в Европе и Соединенных Штатах его времени. Его индейские портреты стали первыми достоверными изображениями коренных американцев и их культуры в европейской живописи, до сих пор ценящимися специалистами за свою детализацию и историко-этнографическую точность. Не меньшее значение имеют его аутентичные изображения индейского быта, праздников и интерьера жилищ, запечатлевшие практически нетронутый цивилизацией мир Дикого Запада до массового распространения фотографии.

## Собрания
Одним из крупнейших хранилищ коллекций его акварелей, картин, рисунков и гравюр является Музей искусств Джослина в Омахе, штат Небраска. 
Немало работ, в частности, гравюр и литографий, находится в собрании Национальной галереи искусств в Вашингтоне, богатой коллекцией акватинт располагает Библиотека Дж. Уилларда Марриотта Университета Юты в Солт-Лейк-Сити.
Картины и акварели с видами природы и достопримечательностей Германии хранятся в Музее Среднего Рейна в Кобленце.

## Галерея изображений

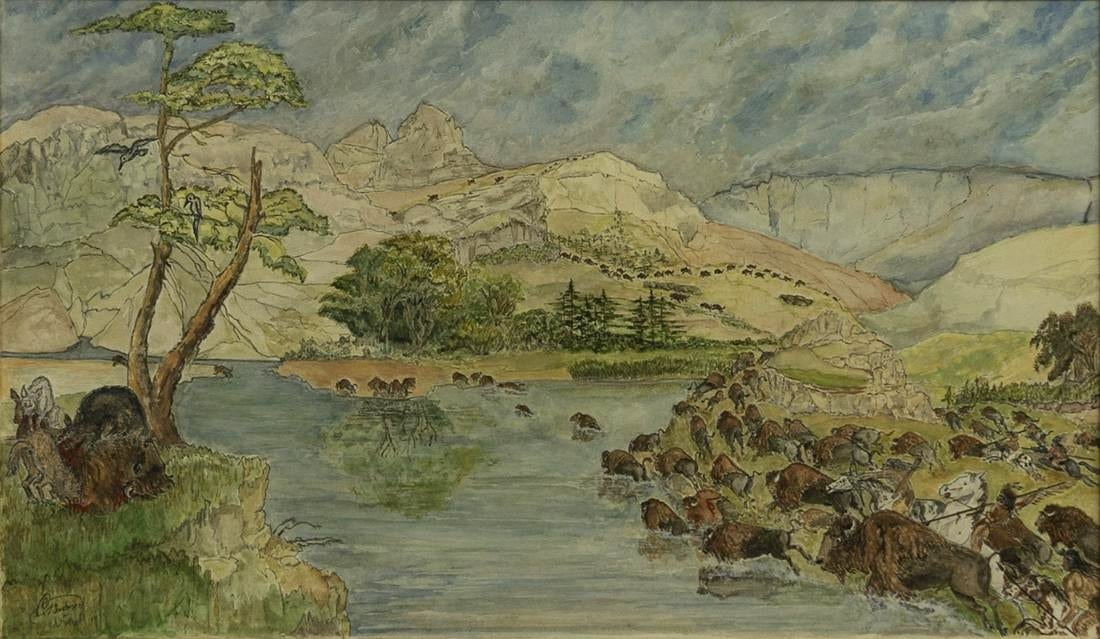
Охота на бизонов. Акварель, 1832—1837 гг.
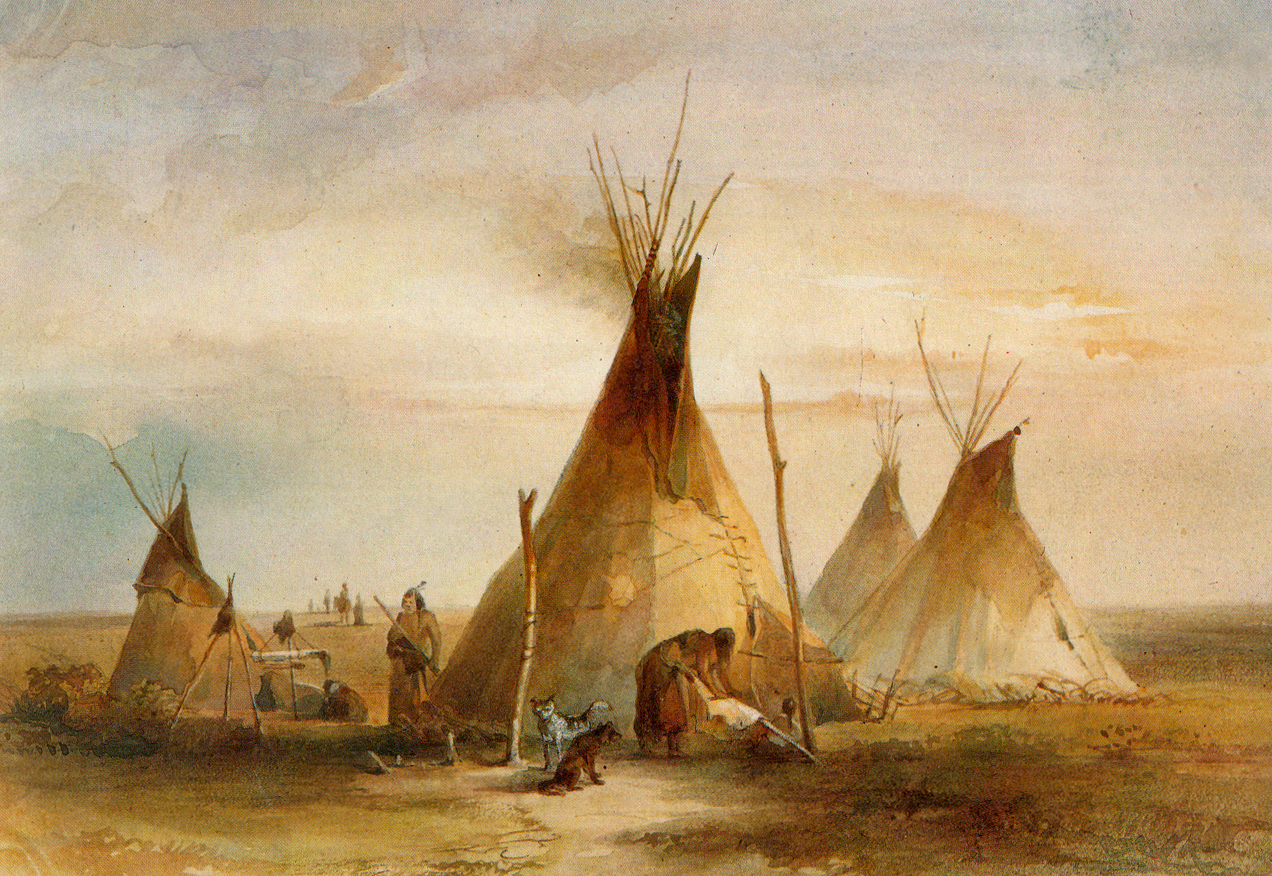
Типи индейцев сиу. Холст, масло, 1833 г.
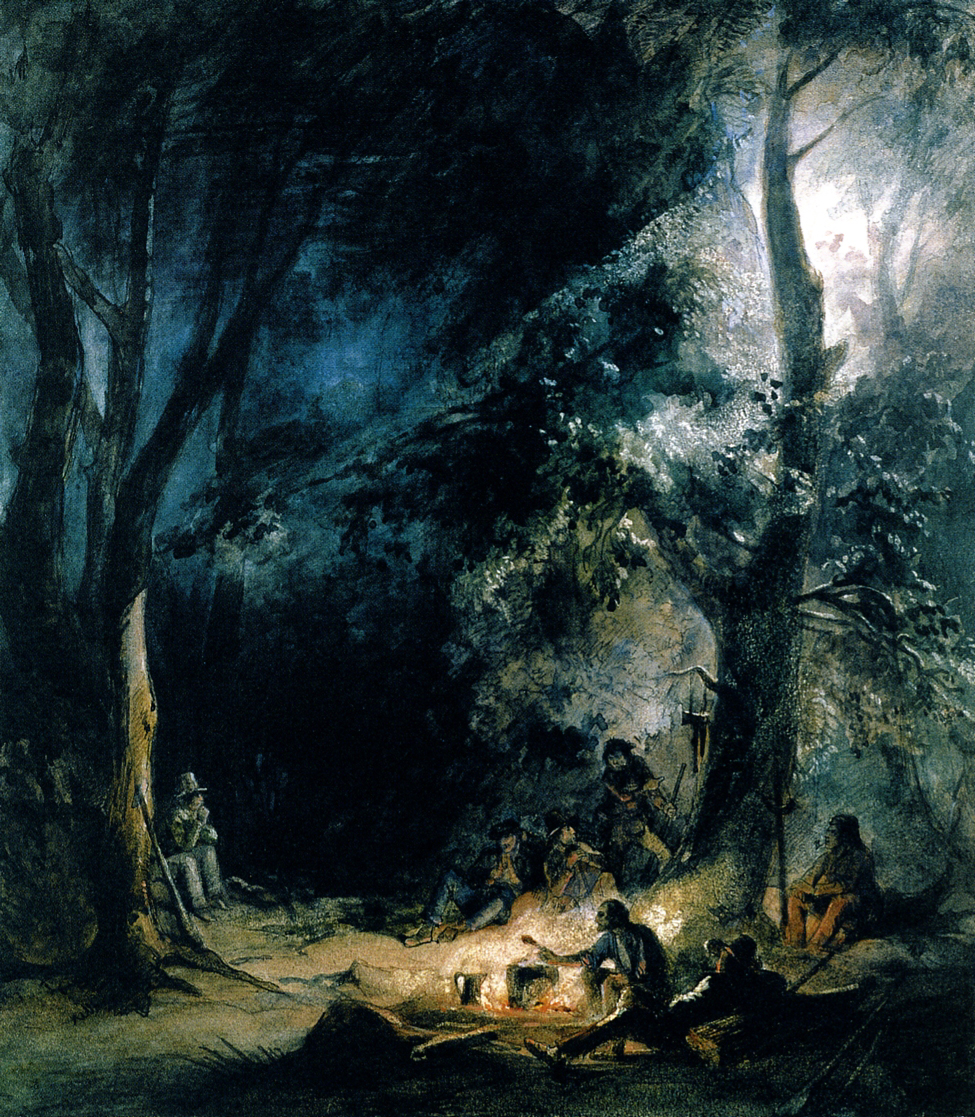
Вечерний бивуак первопроходцев. Акварель, 1833 г.
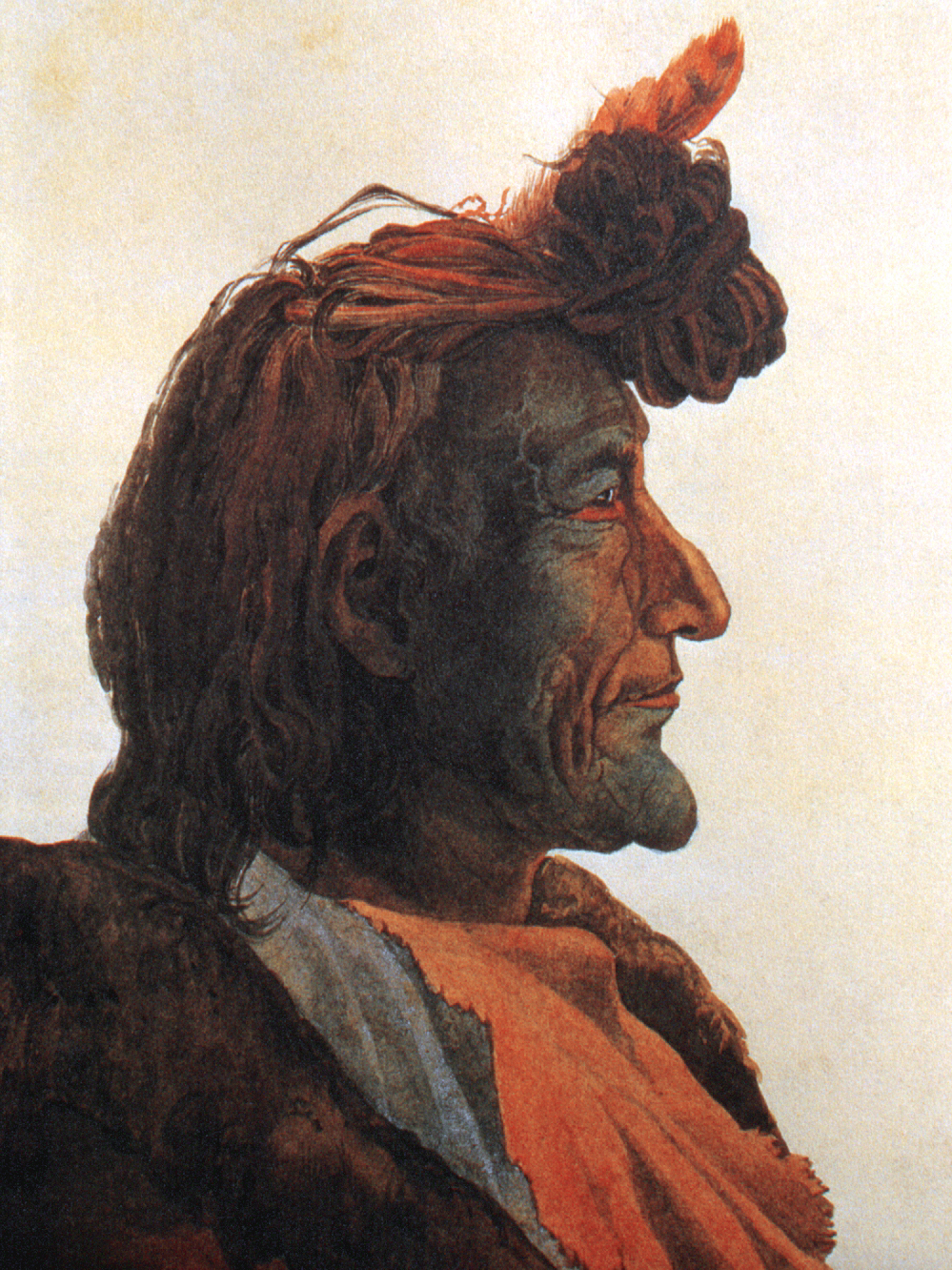
Индеец-черноногий Пиох-Кяю в боевой раскраске. Акварель, 1833 г.
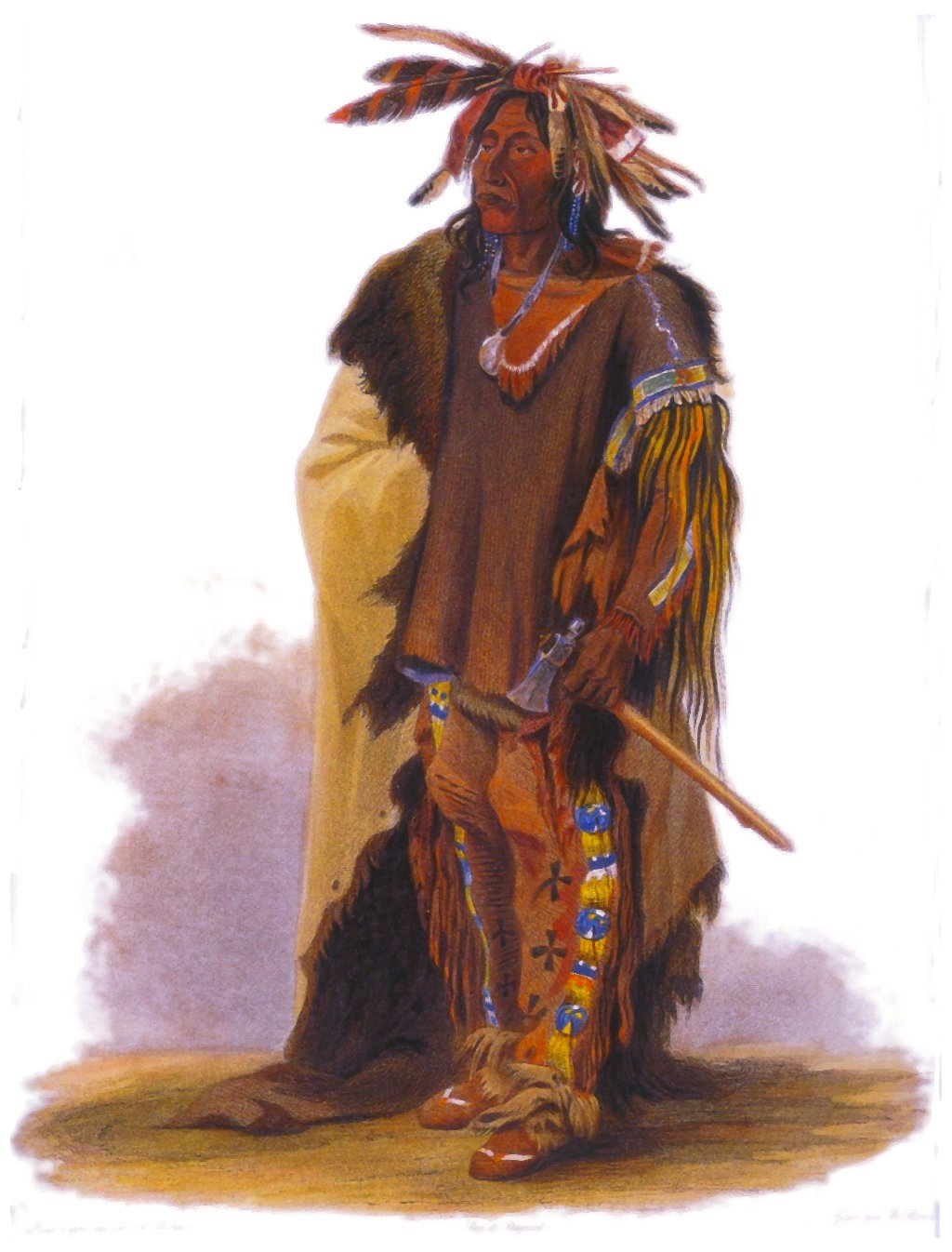
Воин из племени дакота. Акварель, 1834 г.
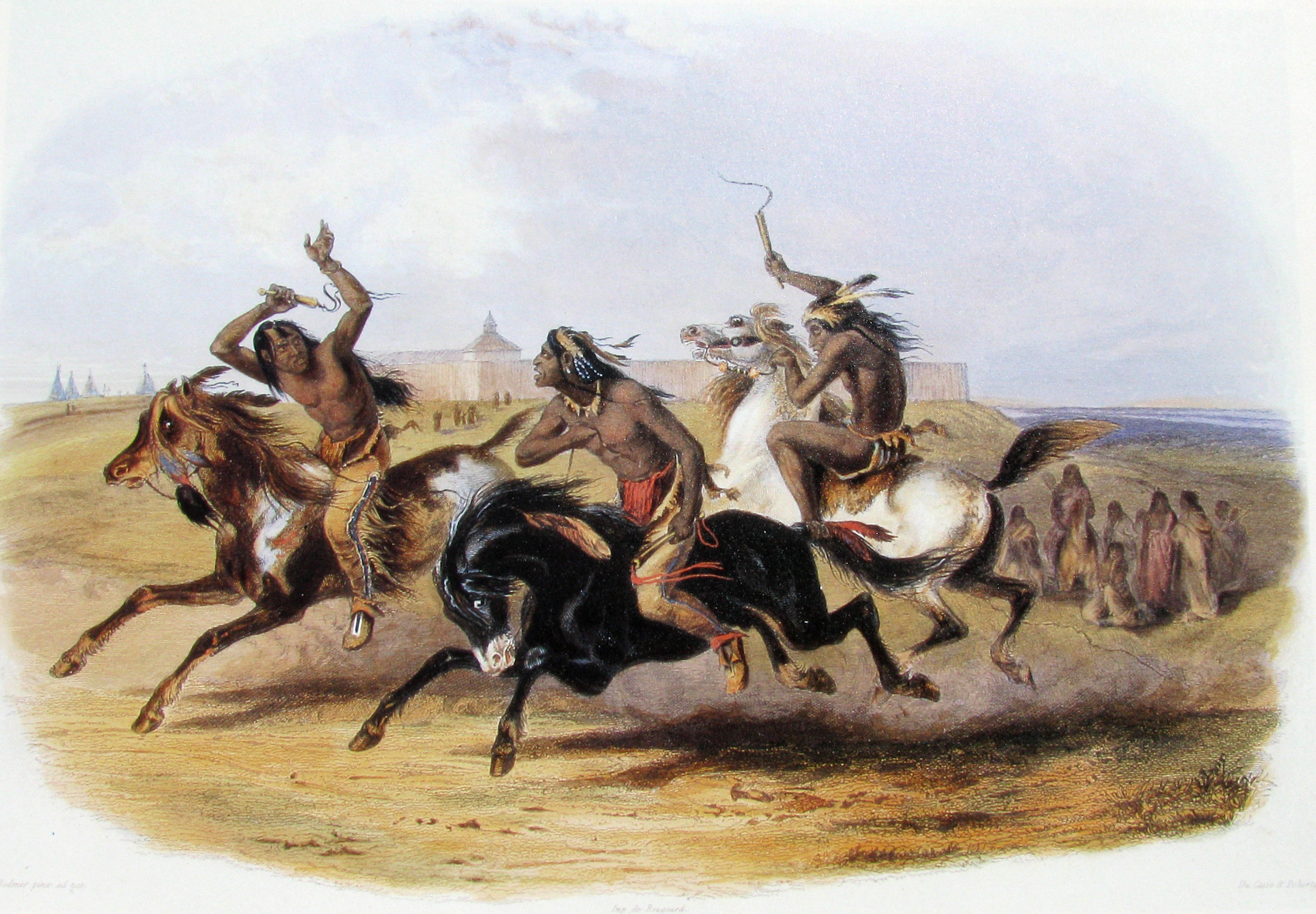
Всадники из племени сиу. Акварель, 1835 г.
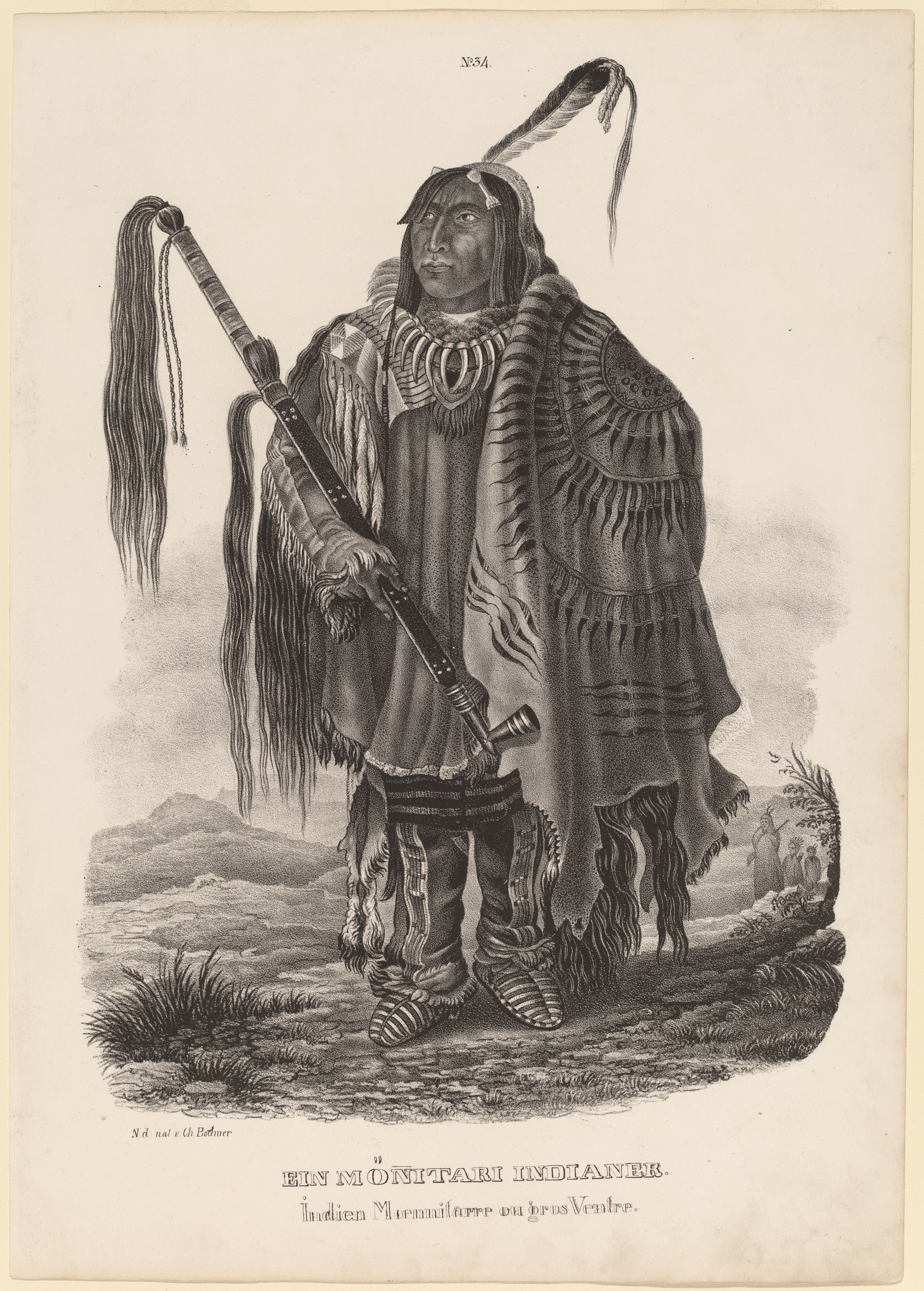
Индеец из племени хидатсов. Литография, 1839 г.
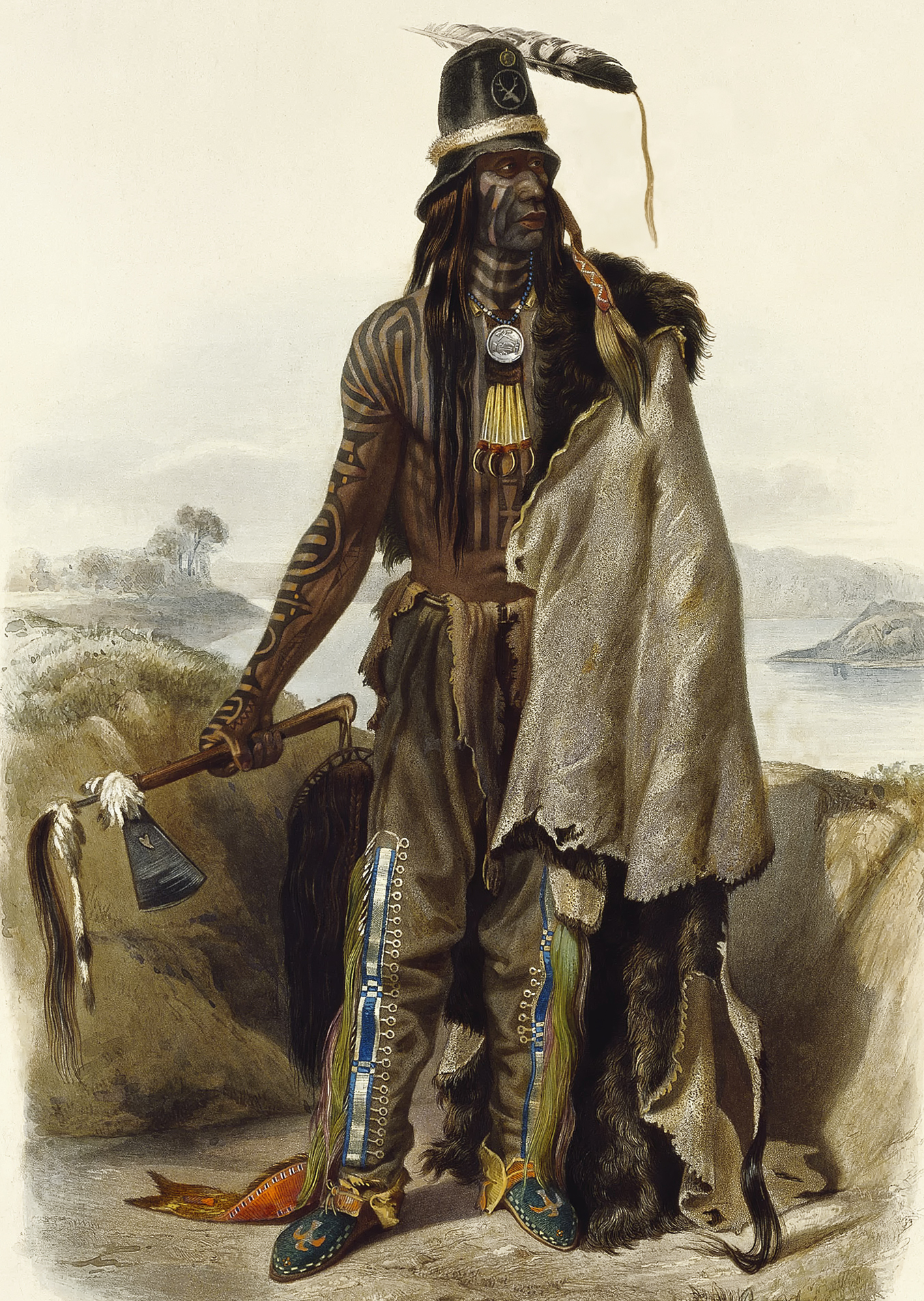
Воин из племени хидатсов. Акварель, 1839 г.
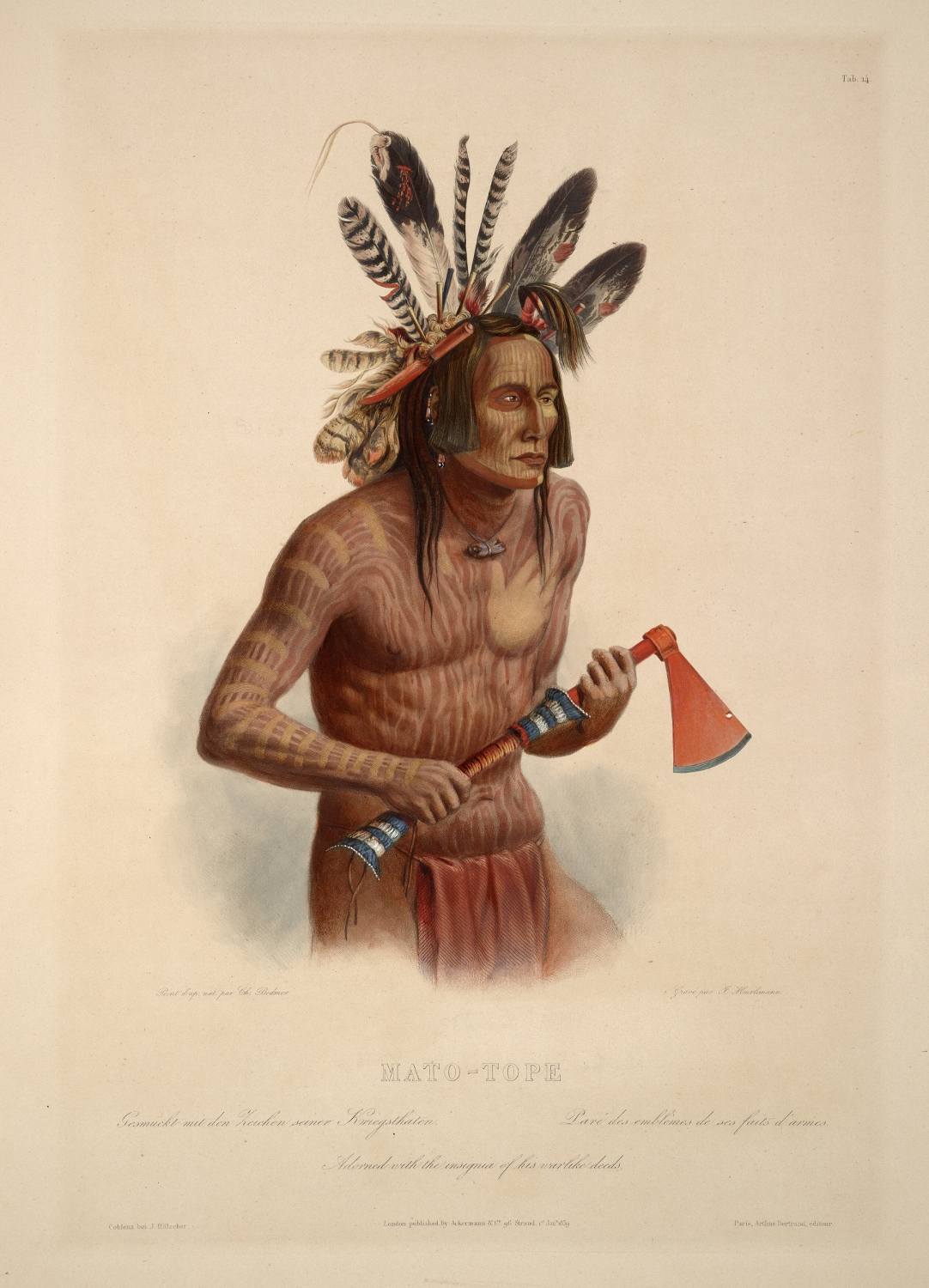
Вождь манданов Мато-топе. Акварель, 1839 г.
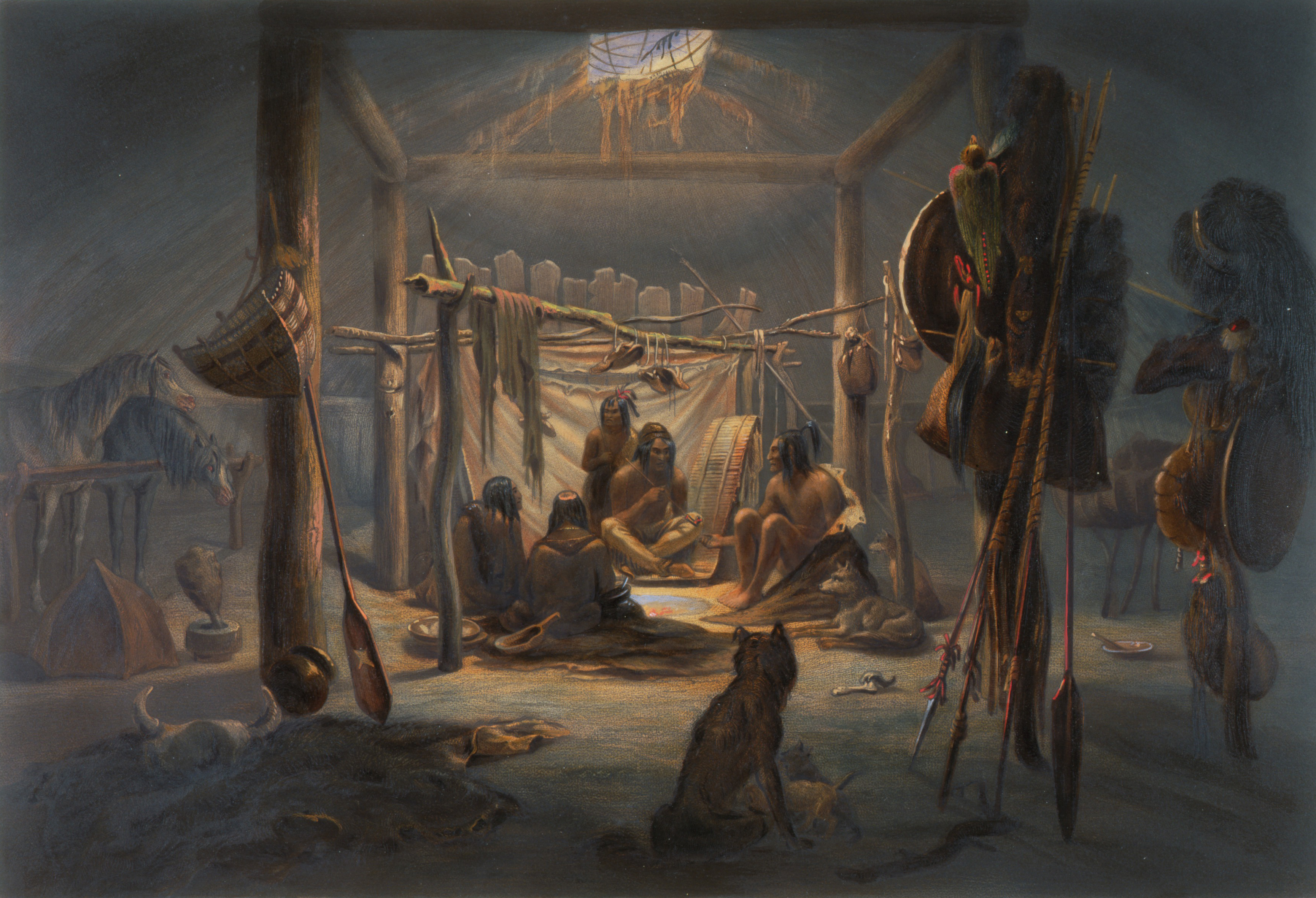
В землянке вождя манданов. Акварель, 1839 г.
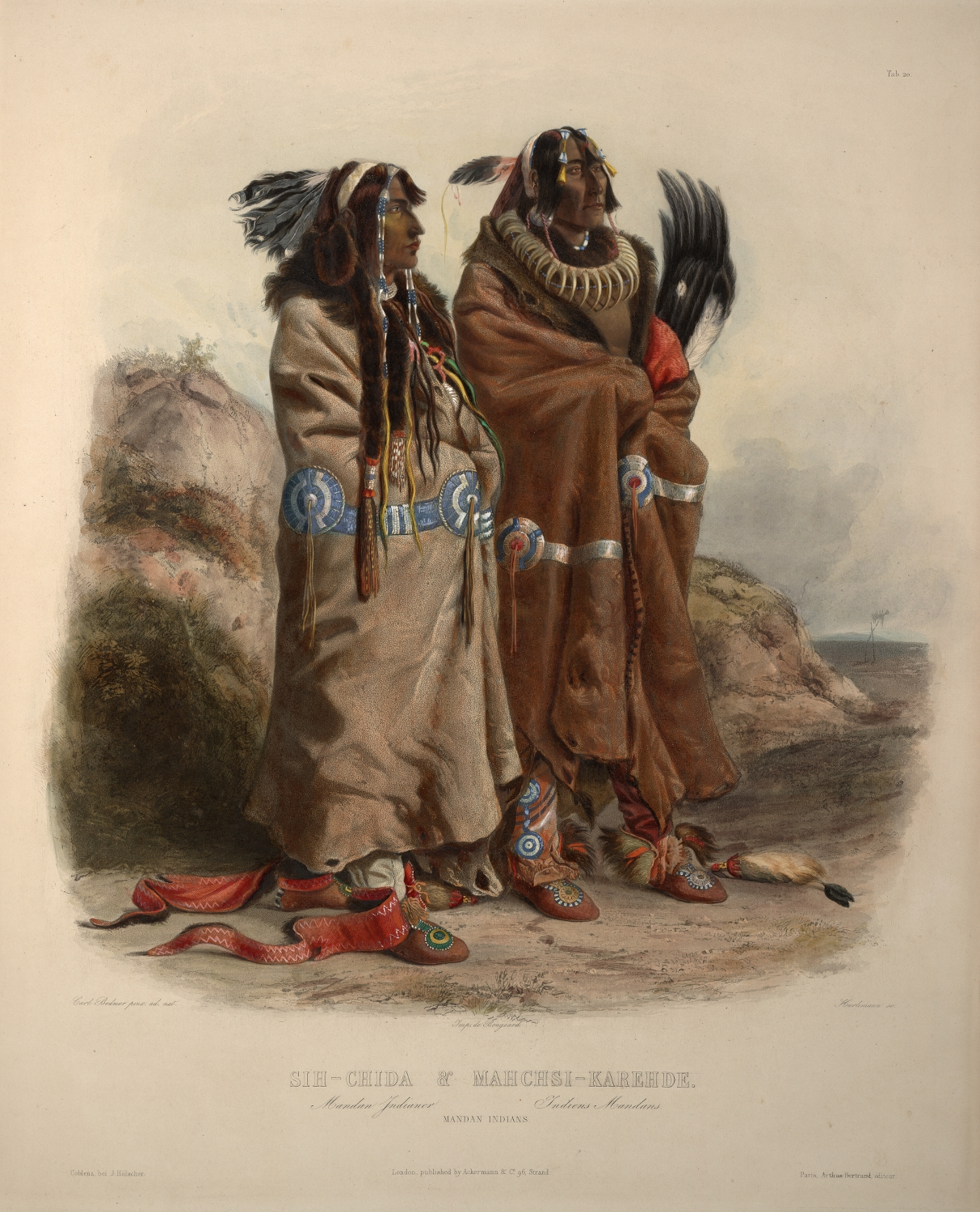
Старейшины манданов Сих-Чида и Манчси-Карехде. Акварель, 1839 г.
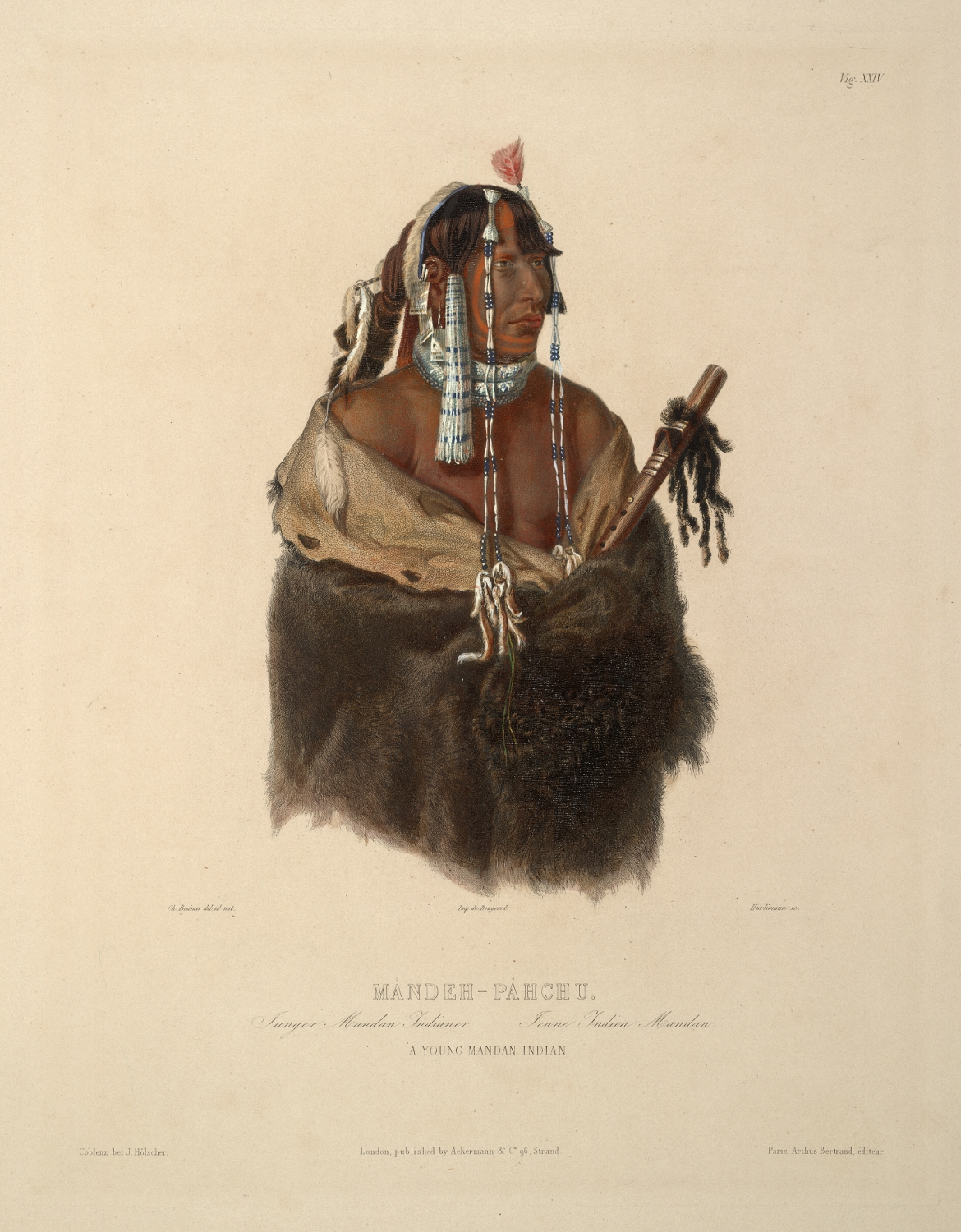
Воин племени манданов. Акварель, 1839 г.
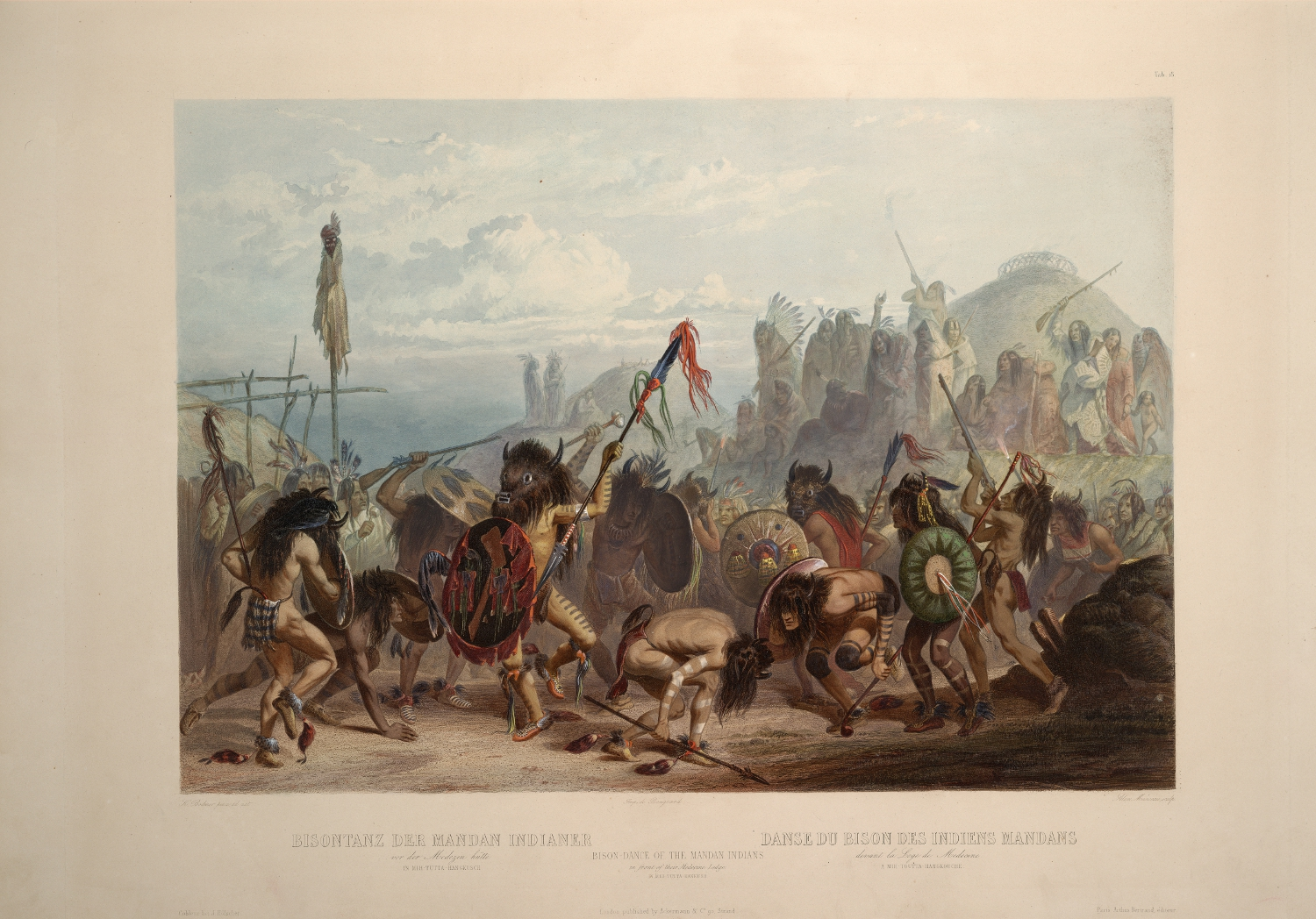
Танец бизонов в деревне манданов. Акварель, 1839 г.
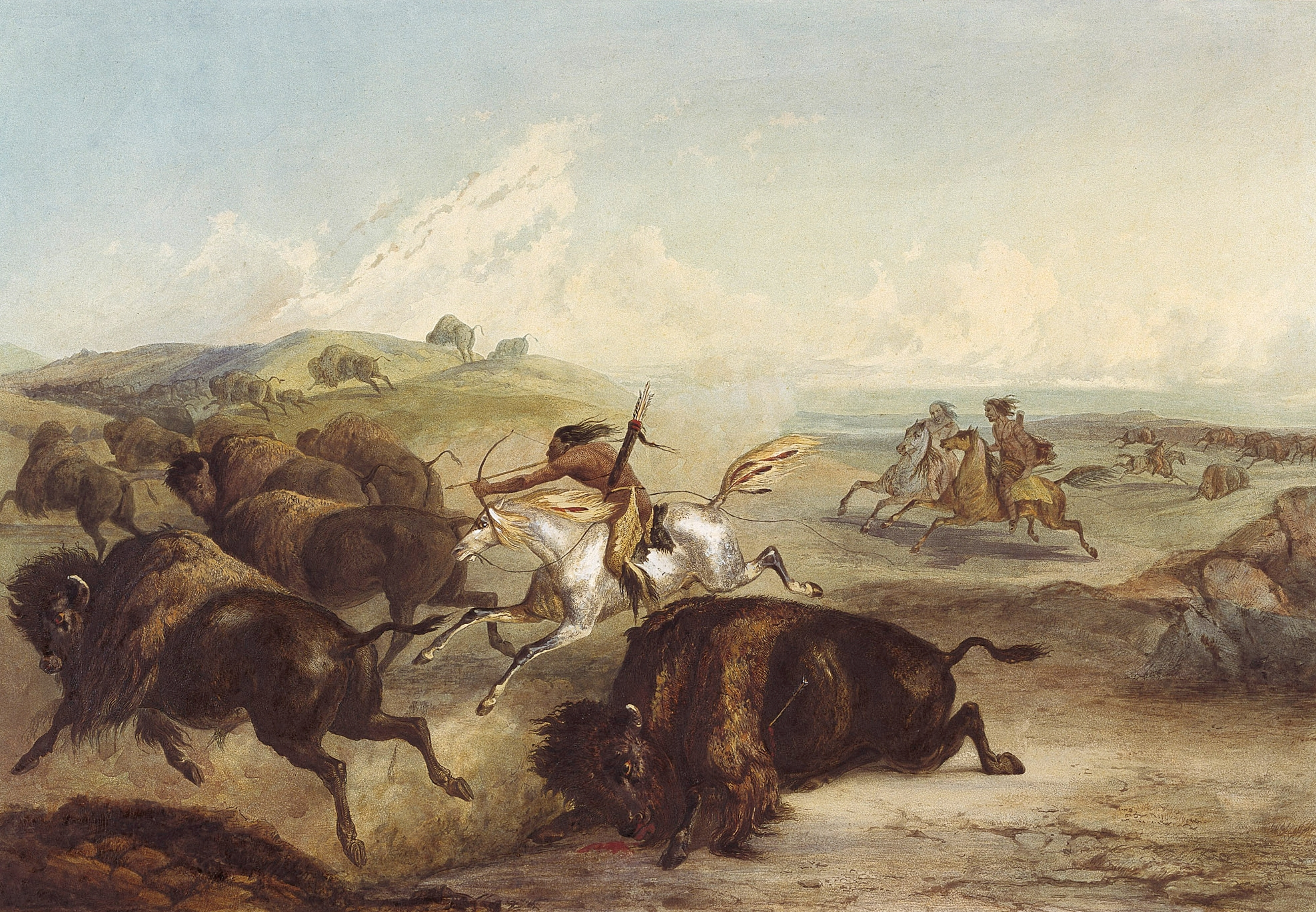
Охота на бизонов. Акварель, 1839 г.
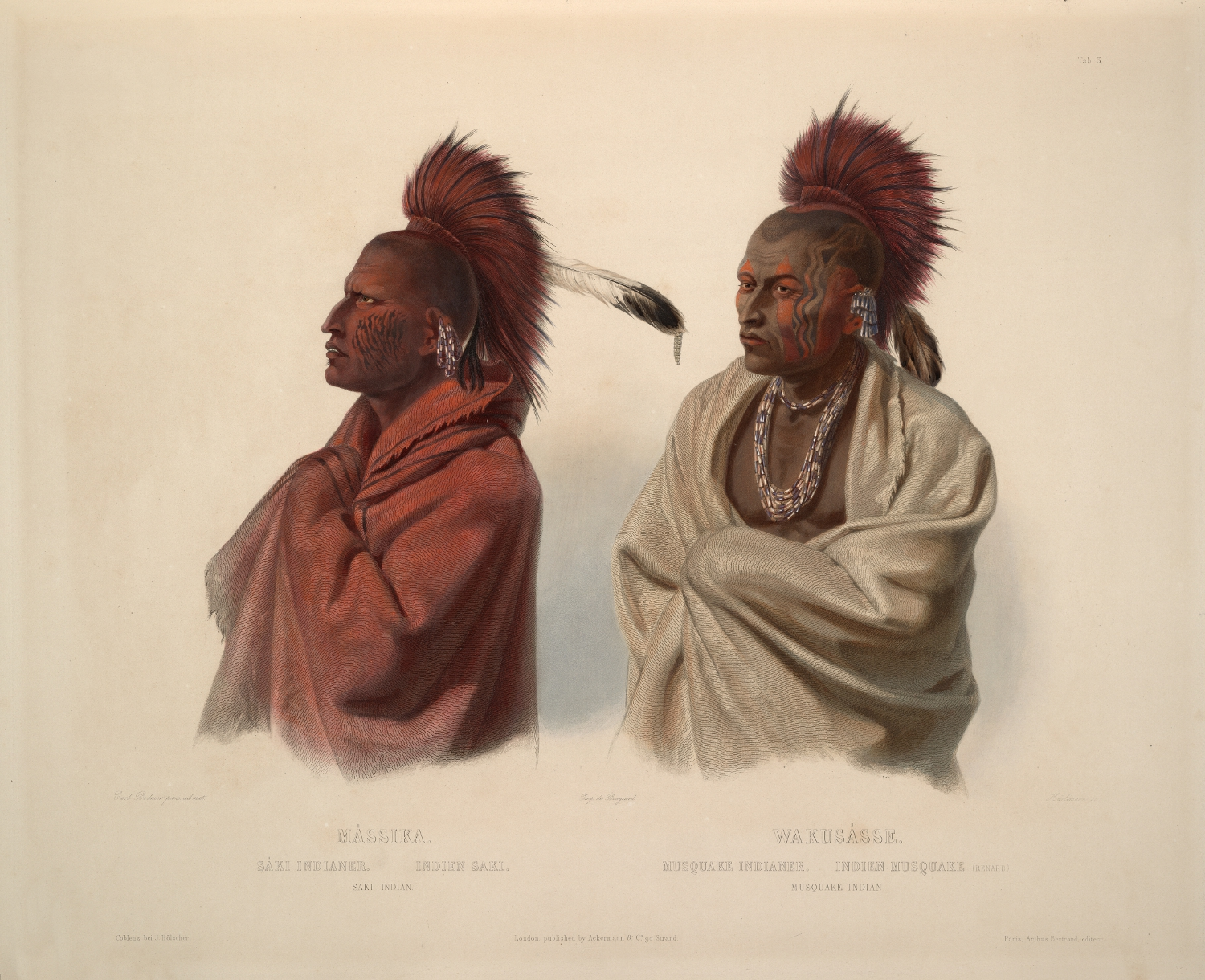
Индейцы из племени сауков и маскогов в головном уборе роуч. Акварель, 1839 г.
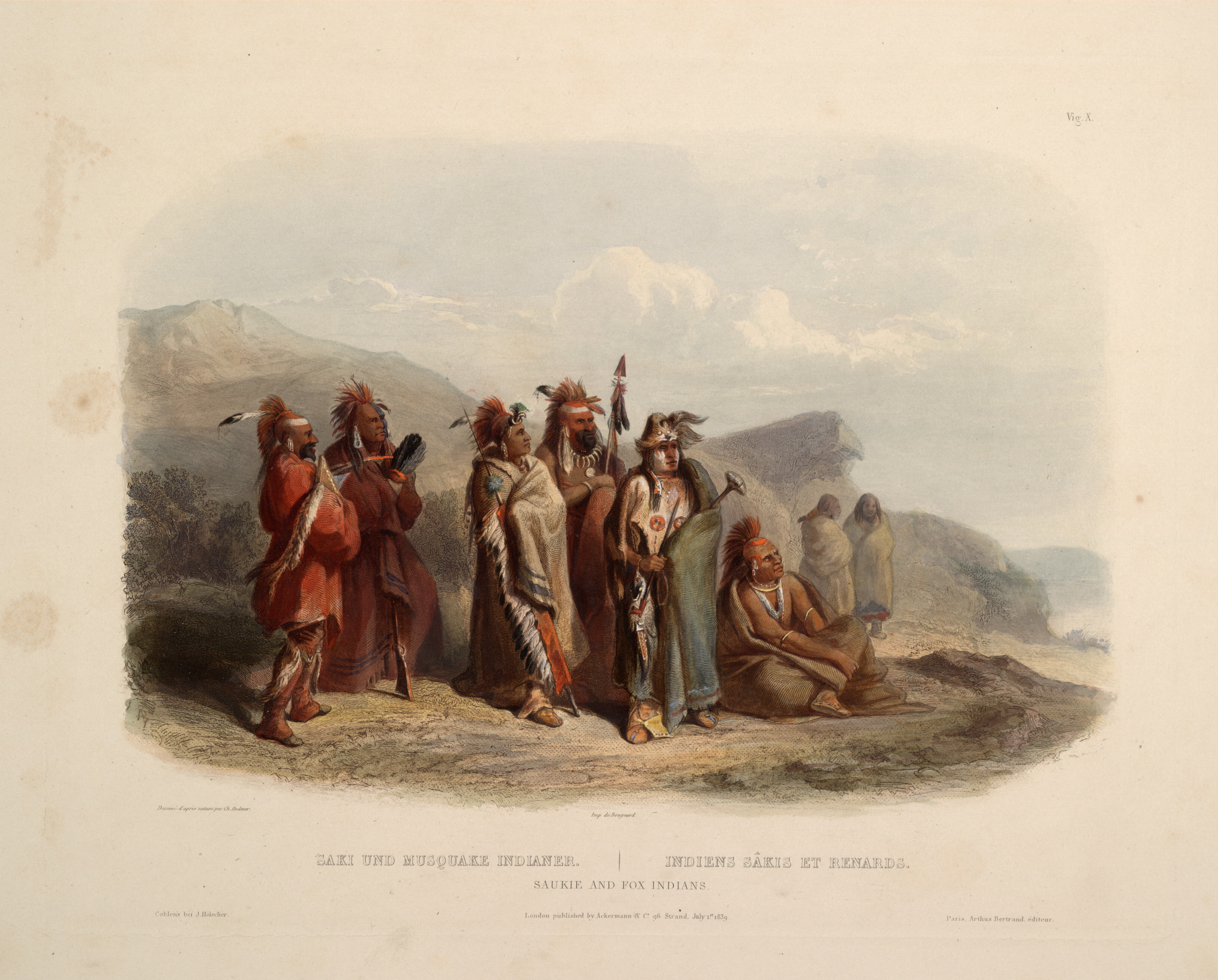
Индейцы сауки и маскоги. Акварель, 1840—1843 гг.
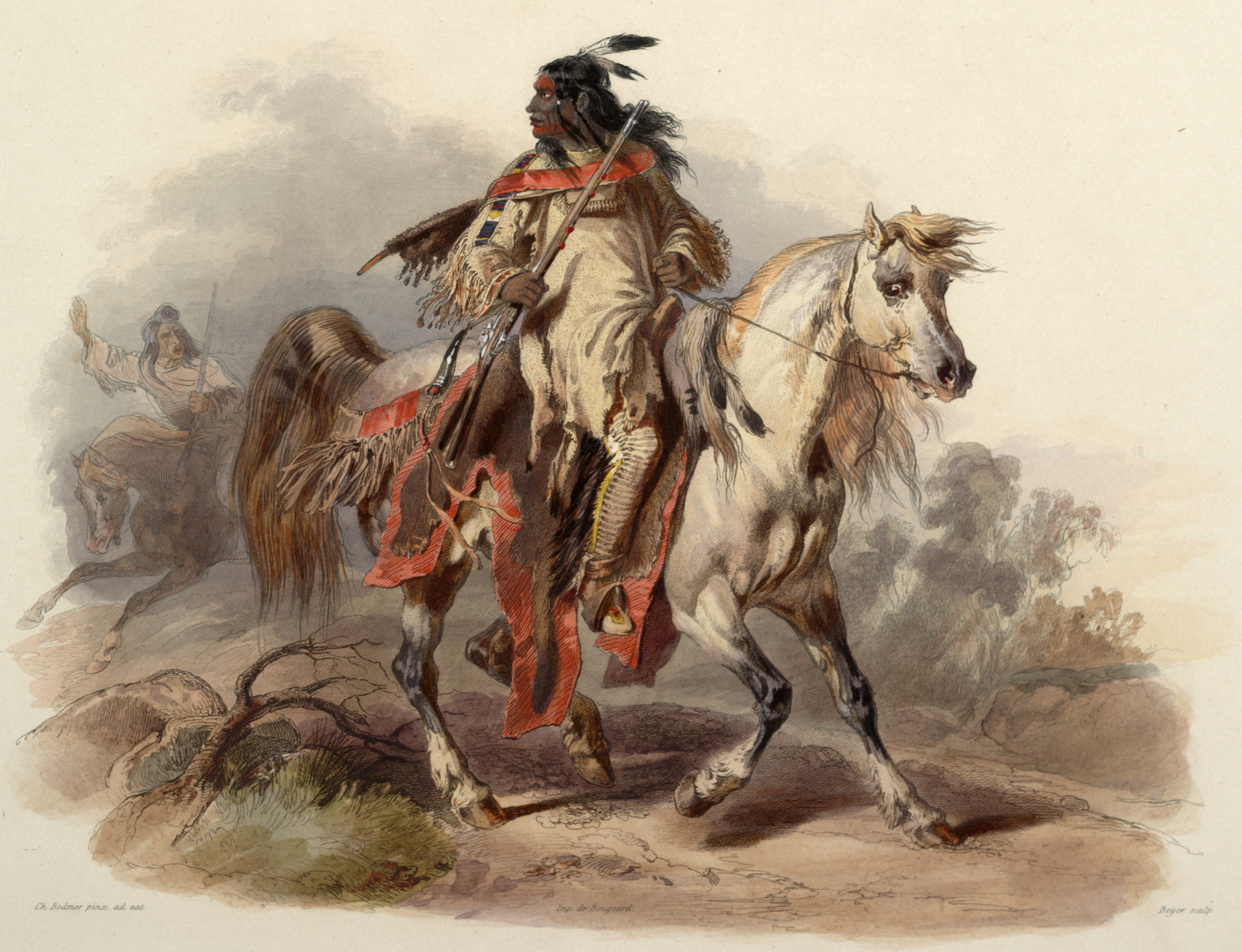
Всадник из племени черноногих. Акварель, 1843—1844 гг.
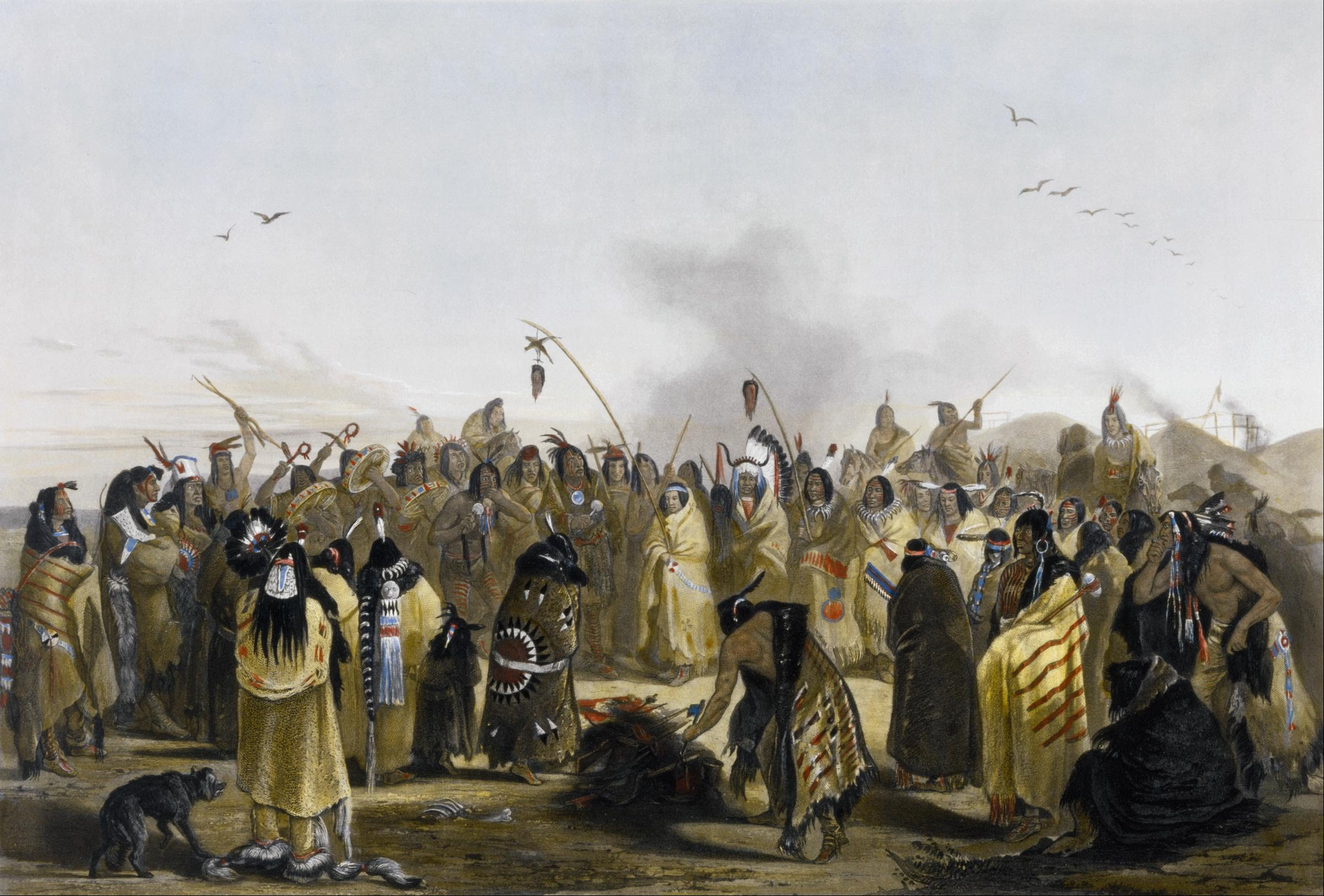
Танец скальпов в племени хидатсов. Акварель, 1843—1844 гг.
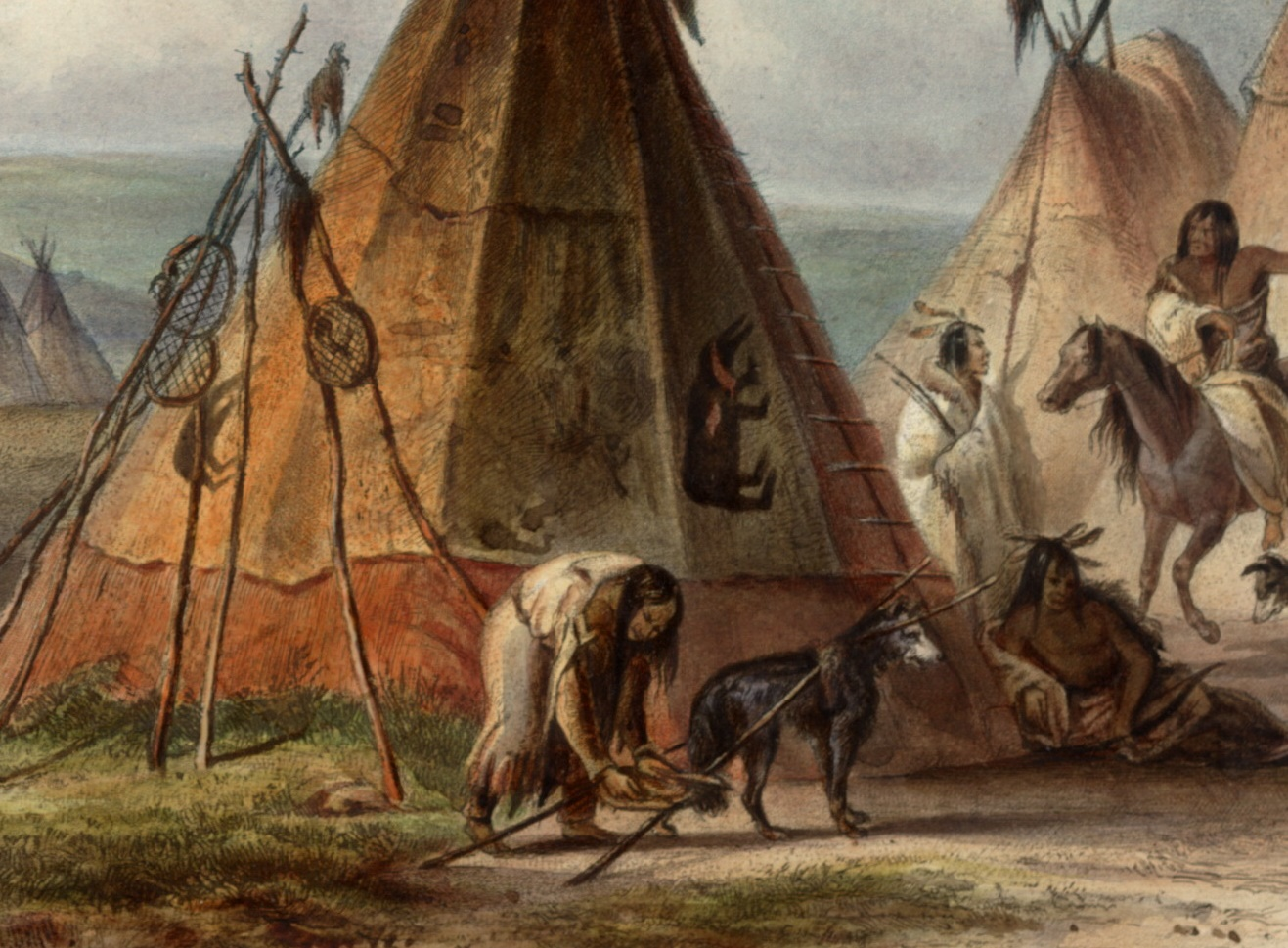
Собачья упряжка-травуа племени ассинибойнов. Холст, масло, 1844 г.
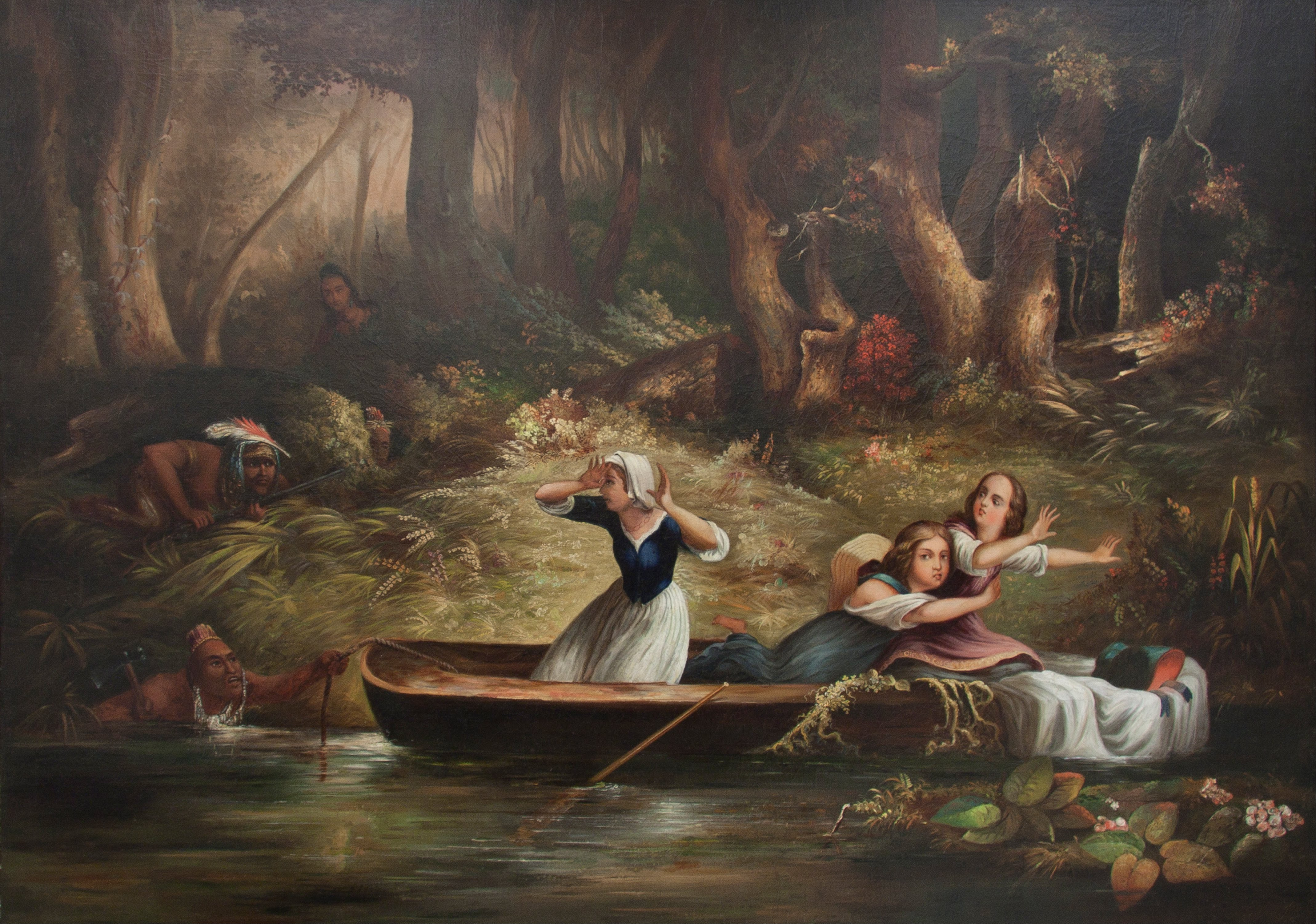
Похищение дочери Дэниэла Буна Джемимы и девиц Каллауэй. Холст, масло, 1852 г.